# 2012 v hudbě
Tento článek obsahuje události související s hudbou, které proběhly v roce 2012.

## Události

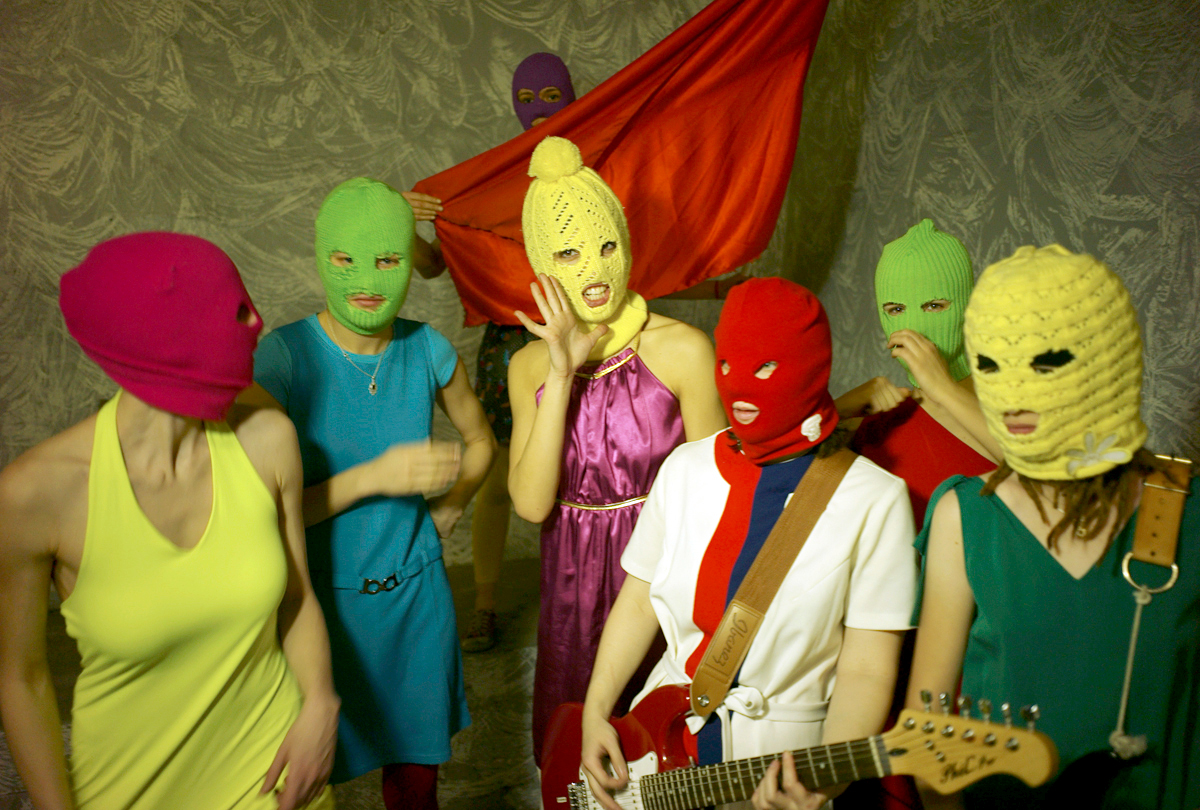
Pussy Riot

- Do Rock and Roll Hall of Fame byli uvedeni: Beastie Boys, The Blue Caps, The Comets, The Crickets, The Famous Flames, The Midnighters, The Miracles, Donovan, Guns N' Roses, Laura Nyro, Red Hot Chili Peppers, Small Faces/Faces, Freddie King, Don Kirshner, Cosimo Matassa, Tom Dowd a Glyn Johns.
- Do Blues Hall of Fame byli uvedeni: Allen Toussaint, Frank Stokes, Matt „Guitar“ Murphy, Furry Lewis, Lazy Lester, Buddy Johnson, Ella Johnson, Mike Bloomfield, Billy Boy Arnold, Pervis Spann, Doc Pomus, Horst Lippmann a Fritz Rau.
- Do Country Music Hall of Fame byli uvedeni: Connie Smith, Hargus „Pig“ Robbins a Garth Brooks.
- Do Songwriters Hall of Fame byli uvedeni: Bob Seger, Gordon Lightfoot a Jim Steinman.[1]
- Mezi lety 2011–2012 probíhal projekt Why Pink Floyd...?, ve kterém vyšly rozšířené reedice alb skupiny Pink Floyd.
- V lednu 2012 byl Don Was zvolen presidentem vydavatelství Blue Note Records.[2]
- 12. února 2012 proběhl 54. ročník udílení cen Grammy.
- V únoru 2012 byl Roy Estrada, baskytarista skupiny The Mothers of Invention, odsouzen na 25 let ve vězení za sexuální obtěžování 14leté dívky.
- V únoru 2012 se stal Jon Davison členem skupiny Yes.[3]
- V květnu 2012 měl premiéru muzikál Moonshadow od Cata Stevense.
- V květnu 2012 ukončila skupina Ween svou kariéru.[4]
- 20. června 2012 oznámil Geoff Tate, že opouští skupinu Queensrÿche.
- V červnu 2012 byl v Praze zadržen zpěvák skupiny Lamb of God Randy Blythe kvůli zranění jednoho fanouška při koncertě v roce 2010, který na následky zemřel.[5]
- V červenci 2012 odešla klávesistka Awa od skupiny Lordi.[6]
- 2. srpna 2012 byl Randy Blythe propuštěn z české věznice.[7][8]
- V srpnu 2012 změnila zpěvačka Lily Allenová své profesní jméno na Lily Rose Cooper[9]
- 12. prosince 2012 proběhl benefiční koncert 121212, věnovaný obětem hurikánu Sandy.[10]
- V roce 2012 se nekonal festival Glastonbury.
- V roce 2012 byly zatčeny členky skupiny Pussy Riot.
- V roce 2012 vyšel dokument Don't Stop Believin': Everyman's Journey pojednávající o skupině Journey

### Založené skupiny
- Flying Colors
- I Am I
- Black Star Riders
- BTS

### Obnovené skupiny
- Atomic Kitten
- At the Drive-In
- Pražský výběr
- Mad Season

### Zaniklé skupiny
- The Troggs
- Pendulum
- Swedish House Mafia
- A Plea for Purging

## Vydaná alba

### Česká hudební alba

#### Leden
| Den | Album                            | Umělec             | Poznámky |
| --- | -------------------------------- | ------------------ | -------- |
| 6.  | Koncert                          | Ivan Hlas Trio     | DVD      |
| 7.  | Degradace vs. Kaktus split CD    | Degradace & Kaktus |          |
| 17. | Tanečnice                        | Kieslowski         | EP       |
| 18. | Tsunami                          | Marow              |          |
| 20. | Jožin z bažin a dalších 80 písní | Ivan Mládek        | 3CD      |
| 30. | Ten Halywůd                      | Kašpárek v rohlíku |          |

#### Únor
| Den | Album                                        | Umělec                          | Poznámky                                |
| --- | -------------------------------------------- | ------------------------------- | --------------------------------------- |
| 1.  | Hearts On Fire                               | Wild Tides                      |                                         |
| 3.  | Za oponou                                    | Dave a Sony                     |                                         |
| 3.  | Na vlnách                                    | Lunetic                         |                                         |
| 4.  | Mýlíš se, řekla Láska                        | Jan Jeřábek                     |                                         |
| 10. | REM-X-Y                                      | Kryštof                         |                                         |
| 10. | Daily Specials                               | Steve Walsh                     |                                         |
| 10. | Ukolébavky pro nejmenší (Hajej, můj andílku) | různí                           |                                         |
| 13. | Pohádek ze Zapotřebí znovuudělání fortelné   | Už jsme doma                    |                                         |
| 15. | Čarovánky                                    | Honza Homola                    |                                         |
| 15. | Nikdo v zemi nikoho                          | Vladimír Merta & Dobrá úroda    |                                         |
| 16. | In Operation                                 | CCTV Allstars                   |                                         |
| 17. | Našim přátelům, mnogaja léta                 | CM Jury Petrů                   | CM Jury Petrů, Mužský sbor z Kyjova     |
| 17. | Okolo Mezříča                                | Cimbálová muzika Bača           |                                         |
| 17. | A Penny For Your Thoughts                    | Here                            |                                         |
| 22. | Fuerte                                       | BraAgas                         |                                         |
| 22. | She Who Plays With Shadows                   | Nantokanaru                     |                                         |
| 24. | Legosvět                                     | Nebe                            |                                         |
| 24. | Kuře v hodinkách                             | Flamengo                        | reedice                                 |
| 24. | Kinotour                                     | Kryštof                         | CD+DVD                                  |
| 24. | 20 let na tahu                               | Alkehol                         | 2CD                                     |
| 26. | Someone With a Slow Heartbeat                | Charlie Straight                | 26. února digitálně, 14. března fyzicky |
| 26. | Sto minimalistických básní                   | MCH Trio                        |                                         |
| 27. | Consort Music                                | Michal Hromek Consort           |                                         |
| 27. | Salmovská 21.6.2010                          | Jiří Šlupka Svěrák a Nejenblues | DVD                                     |
| 28. | Live 2011                                    | Garage                          |                                         |
| 28. | ...asi to má takhle bejt                     | Muerti                          |                                         |
| 29. | Ink Bitten                                   | Fiordmoss                       |                                         |
| 29. | Numbers                                      | Gerda Blank                     |                                         |
| 29. | 18 Days, 2000 Miles                          | Libor Šmoldas                   |                                         |
|     | Broňa session                                | Květy                           | MC                                      |
|     | Blues dvou čel                               | Jarabáci                        |                                         |
|     | TáTa                                         | Vložte kočku                    |                                         |
|     | Vracejte konve na místo                      | Master’s Hammer                 |                                         |

#### Březen
| Den | Album                                  | Umělec                                        | Poznámky                  |
| --- | -------------------------------------- | --------------------------------------------- | ------------------------- |
| 1.  | Noční hlídka                           | Dick O'Brass                                  |                           |
| 2.  | Proti proudu                           | Kamelot                                       |                           |
| 6.  | Tips For Grown Up Kids                 | Toxique                                       |                           |
| 6.  | Kroskántry                             | Poletíme?                                     |                           |
| 7.  | Čtyři slunce                           | Vypsaná fiXa                                  | EP                        |
| 9.  | Pod pyramidou snů/Oceán v Řecku        | Oceán                                         | 2DVD                      |
| 12. | Hlavně ne klid                         | Irena Budweiserová                            |                           |
| 12. | Cukrááárna                             | Cukr                                          |                           |
| 13. | Signál (soundtrack)                    | Nightwork                                     |                           |
| 14. | My pravdu nemáme                       | Skrytý půvab byrokracie                       |                           |
| 15. | (s)hits                                | Volant                                        |                           |
| 15. | Label                                  | Ty Nikdy                                      |                           |
| 16. | Ritual                                 | Master's Hammer                               |                           |
| 17. | Špička                                 | Oto Klempíř & Oskar Rózsa                     |                           |
| 17. | Děvčátko                               | Jana Lota                                     |                           |
| 19. | Na dosah – part III                    | the.switch                                    |                           |
| 20. | Jak zestárnout                         | Jan Burian                                    |                           |
| 23. | Morava                                 | Pavel Fischer, Iva Bittová, Škampovo kvarteto |                           |
| 23. | Straka v hrsti                         | Pražský výběr                                 | jubilejní edice 1982–2012 |
| 23. | Argema od A do Z                       | Argema                                        | 7CD+DVD                   |
| 23. | Duety NaBílo 1+2                       | Lucie Bílá                                    | 2CD                       |
| 23. | Kdyby prase mělo křídla                | Petr Skoumal                                  |                           |
| 26. | V mýdlových bublinách (Live 1973–1978) | Marsyas                                       |                           |
| 30. | Dáreček                                | Mňága a Žďorp                                 | 2CD+DVD                   |
|     | Na druhém nádvoří                      | Zhasni                                        |                           |
|     | Potvory di Mare                        | Bujabéza                                      |                           |
|     | Opopop                                 | Wrgha Powu Orchestra                          |                           |

#### Duben
| Den | Album                                    | Umělec                                             | Poznámky                 |
| --- | ---------------------------------------- | -------------------------------------------------- | ------------------------ |
| 1.  | O tmě                                    | VyjakoMy                                           |                          |
| 1.  | Anomar                                   | Monty                                              |                          |
| 2.  | Eternal Seekers                          | Lenka Dusilová, Beata Hlavenková, Clarinet factory | reedice + bonus          |
| 3.  | Breath                                   | A Banquet                                          |                          |
| 4.  | Šnyclperkelt                             | Helemese                                           |                          |
| 5.  | Šunen savore                             | Ida Kelarová a Jazz Famelija & hosté               |                          |
| 5.  | Nico v Brně                              | Nico                                               |                          |
| 6.  | Víc než hudba                            | Lipo                                               |                          |
| 6.  | Robinsonaut                              | Tibet                                              |                          |
| 11. | Memory                                   | Falešný obvinění                                   |                          |
| 12. | 25 let live                              | Tichá dohoda                                       |                          |
| 12. | Papírové nebe                            | L.A.                                               |                          |
| 13. | Den žen / den mužů                       | Jiřina Fikejzová                                   | reedice                  |
| 15. | dot.coma                                 | Lus3                                               |                          |
| 16. | Noc                                      | Michal Hrůza                                       |                          |
| 16. | Nevytahuj mi ho prosím na veřejnosti     | Záviš                                              |                          |
| 17. | Křižovatka                               | Lucie Redlová                                      |                          |
| 20. | The Real Deal                            | Najponk, Jaromír Honzák a Matt Fishwick            |                          |
| 20. | BOX                                      | Daniel Landa                                       | 8CD – reedice osmi alb   |
| 24. | Horňácký hudec                           | Martin Hrbáč                                       |                          |
| 24. | Doom na kraji lesa                       | Piča z hoven                                       |                          |
| 24. | Daniel Krob                              | Daniel Krob                                        |                          |
| 25. | Umakartové                               | Biorchestr                                         |                          |
| 26. | Deaf To The Call                         | The Prostitutes                                    |                          |
| 27. | Dobrý časy                               | Václav Neckář                                      | LP vyšlo 25. května 2012 |
| 27. | V Holomóci městě & Suita pro klavír č. 2 | Emil Viklický                                      | reedice                  |
| 27. | Okno & Dveře                             | Emil Viklický                                      | reedice                  |
| 27. | Live!                                    | WWW                                                | reedice; 2CD             |
| 30. | Hollywood and Snuff                      | Photolab                                           |                          |
| 30. | Teleskopický tele                        | Harlej                                             |                          |
|     | Druhá nejrychlejší kolektivní hra        | Festival stejnejch ksichtů                         | sampler                  |
|     | Peklo, peklo, ráj                        | Planety                                            |                          |
|     | TWZ                                      | Trawerza                                           |                          |

#### Květen
| Den | Album                                  | Umělec                        | Poznámky                |
| --- | -------------------------------------- | ----------------------------- | ----------------------- |
| 1.  | Psí hodina                             | Lenka Nová                    |                         |
| 1.  | V půli cesty                           | Marien                        |                         |
| 2.  | Love and Longing                       | Magdalena Kožená              |                         |
| 2.  | Awaiting A Brand New Day               | Shiro Ame                     |                         |
| 4.  | 2012                                   | E!E                           |                         |
| 7.  | Piano                                  | Roman Dragoun                 |                         |
| 7.  | Čerstvý vítr                           | Spirituál kvintet             |                         |
| 7.  | Box                                    | Ready Kirken                  |                         |
| 9.  | Železný Jan                            | Původní Bureš                 |                         |
| 9.  | Jedné noci snil & Live                 | Domácí kapela                 | 2CD, reedice            |
| 10. | Nanebevzetí Anežky Marie Sněžné        | Pavel Richter & syn           |                         |
| 11. | Made in Rock'n'Roll                    | Katapult                      |                         |
| 11. | Ležatá osmička                         | Tata Bojs                     | LP                      |
| 14. | Expectations                           | Rara Avis                     |                         |
| 17. | La Grande Bouffe                       | Forgotten Silence             |                         |
| 21. | Kruhy                                  | Pavel Bobek                   |                         |
| 21. | Vaudeville                             | Bruno Ferrari                 |                         |
| 21. | Jubilejní edice 1987–2012              | Stromboli                     | reedice 2LP z roku 1987 |
| 22. | Hudba u který se chcípá                | Řezník                        |                         |
| 24. | Hotel v tiché ulici                    | Ivo Cicvárek a Lada Šimíčková |                         |
| 24. | Botanicula Soundtrack                  | DVA                           |                         |
| 25. | Duperele                               | Buty                          |                         |
| 25. | Pár míst...                            | Aneta Langerová               | CD+DVD                  |
| 25. | Live in Berlin                         | XIII. století                 | CD+DVD                  |
| 25. | Atentát na kulturu                     | Visací zámek                  | 2CD                     |
| 25. | Nebeskej kovboj (Zlatá albová kolekce) | Waldemar Matuška              | box 18CD                |
| 26. | Korjen                                 | Korjen                        |                         |
| 29. | Teď a nebo nikdy                       | PNZKJS                        |                         |
| 30. | Bylo lásky, bylo                       | CM Soláň                      |                         |
|     | Ruce vzhůru                            | Deliwery                      |                         |
|     | Freeride of Our Lives                  | Twisted Timber                |                         |

#### Červen
| Den | Album                                                     | Umělec                                  | Poznámky          |
| --- | --------------------------------------------------------- | --------------------------------------- | ----------------- |
| 1.  | Žár                                                       | Turbo                                   |                   |
| 1.  | Odejdeš                                                   | K2                                      |                   |
| 1.  | Koncert                                                   | AG Flek                                 |                   |
| 4.  | Don't Be a Pussy!!!                                       | Dirty Blondes                           |                   |
| 6.  | Blázinec                                                  | různí                                   | LP vyšlo 17. září |
| 8.  | Rány                                                      | Noid                                    |                   |
| 11. | Poztrácené nitě                                           | Jakub Noha                              |                   |
| 15. | Zvěřinec                                                  | Yellow Sisters                          |                   |
| 15. | 50 (Hity – Singly – Rarity)                               | Olympic                                 | 5CD               |
| 15. | Od A do Z                                                 | Kamelot                                 | 8CD               |
| 15. | Jiřímu Voskovcovi k narozeninám                           | Jiří Voskovec a Jan Werich              |                   |
| 15. | Cembalo v Anglii, Španělsku a Portugalsku 16.-18. století | Zuzana Růžičková                        | 2CD               |
| 15. | Písně a tance barokní                                     | Musica Bohemica                         | 2CD               |
| 18. | Buskers Burlesquers                                       | Marcel Kříž & Tomáš Vtípil Noisechestra |                   |
| 18. | Cimpr Campr                                               | Cimpr Campr                             |                   |
| 18. | Rodná hrouda                                              | Nikola Brasko                           |                   |
| 18. | My Own Man                                                | Kolib                                   |                   |
| 18. | Svařák hop hej                                            | Walda Gang                              |                   |
| 18. | Nélepčí zvonky v hantecu                                  | různí                                   |                   |
| 19. | Nebudu                                                    | Folk Team                               |                   |
| 20. | Kdo žere psy?                                             | Allstar Refjúdží Band                   |                   |
| 21. | Unplugged                                                 | Kollerband                              |                   |
| 28. | Každej klub i bar                                         | Nežfaleš                                |                   |
| 29. | Tak mě tu máš                                             | Jaromír Nohavica                        |                   |
| 29. | Biorytmy MAX                                              | Tata Bojs                               | 2CD+DVD           |
| 29. | Futuretro MAX                                             | Tata Bojs                               | 3CD               |
| 29. | Nanoalbum MAX                                             | Tata Bojs                               | CD+DVD            |
| 29. | Kluci kde ste? MAX                                        | Tata Bojs                               | CD+DVD            |
|     | Svým způsobem                                             | Eliška Ptáčková                         |                   |
|     | Kam to saháš                                              | Driák                                   |                   |

#### Červenec
| Den | Album                  | Umělec           | Poznámky |
| --- | ---------------------- | ---------------- | -------- |
| 1.  | Mrtvá kočka            | Eman E.T.        |          |
| 1.  | Plus                   | IdeaFatte        |          |
| 2.  | DONT STOP (soundtrack) | různí            |          |
| 13. | Jana Šteflíčková       | Jana Šteflíčková |          |
| 30. | Radio                  | Charlie Soukup   | reedice  |
| 31. | Nine One One           | Kap & Kinetic 9  |          |

#### Srpen
| Den | Album                    | Umělec               | Poznámky |
| --- | ------------------------ | -------------------- | -------- |
| 1.  | Memento doby             | Werglův pjos         |          |
| 8.  | Things After Death       | Illegal Illusion     |          |
| 16. | V hlavní roli            | Paulie Garand        |          |
| 16. | Fatte No More            | DJ Fatte             |          |
| 17. | The Seventh Sense        | ClayFeeders          |          |
| 17. | Neonarcis                | Dymytry              |          |
| 18. | View Through the Crystal | Dirty Picnic         |          |
| 20. | Hectop                   | Drom                 |          |
| 21. | feat.                    | Dorota Barová        |          |
| 24. | At the River             | Noise Unity          |          |
| 27. | Helena (nejen) o lásce   | Helena Vondráčková   | 3CD      |
| 28. | Troublemakers            | The Unholy Preachers |          |
| 31. | 7 nej pro žížalu Julii   | Dáda Patrasová       | 7CD      |
| 31. | On Death and Dying       | Odeur de Violettes   |          |

#### Září
| Den | Album                           | Umělec                  | Poznámky                                                     |
| --- | ------------------------------- | ----------------------- | ------------------------------------------------------------ |
| 1.  | Ocelový město                   | Radůza                  |                                                              |
| 1.  | Hraju na klavír v bordelu       | Sto zvířat              |                                                              |
| 1.  | Vzduchoprázdniny                | Karel Plíhal            |                                                              |
| 1.  | Krasohled                       | Kubatko                 |                                                              |
| 1.  | O.G. and the Odd Gifts          | O.G. and the Odd Gifts  |                                                              |
| 1.  | Albert Fish                     | Sagittari               |                                                              |
| 3.  | Suchý zpívá Ježka               | Jiří Suchý              | reedice                                                      |
| 6.  | Demolice                        | Kapitán Demo            |                                                              |
| 10. | Mejsó                           | Markéta Irglová a Zrní  | singl; titulní píseň nedokončeného filmu Poslední z Aporveru |
| 14. | Panenko skákává                 | Jan Spálený Trio        |                                                              |
| 14. | Vánoční zpívánky                | Maxim Turbulenc         | 2CD, speciální edice                                         |
| 17. | Lehce probuzený                 | Jan Budař               |                                                              |
| 17. | Pozdrav z Opičích hor           | O5 & Radeček            |                                                              |
| 19. | Malé divadlo s velkým kašpárkem | Fousy Mojo              |                                                              |
| 20. | Brána poutníků                  | Jiří Pavlica a Europera | CD+DVD                                                       |
| 20. | Defiance                        | Bundy Tad               | EP                                                           |
| 21. | Dotek lásky                     | Karel Gott              |                                                              |
| 21. | 45 let                          | Fešáci                  | 2CD                                                          |
| 21. | Koncerty 1982 a 1984            | Jaromír Nohavica        | 2CD                                                          |
| 21. | Koncert 1984                    | Pavel Dobeš             |                                                              |
| 21. | Koncert 1984                    | Pepa Streichl           |                                                              |
| 21. | Koncert 1989                    | Karel Kryl              |                                                              |
| 24. | Wabi a Ďáblovo stádo            | Wabi Daněk              |                                                              |
| 24. | Lá$ka                           | Xindl X                 |                                                              |
| 27. | Listolet                        | Listolet                |                                                              |
| 27. | Social Influenza                | overhype                |                                                              |
| 28. | Váňa (soundtrack)               | Ondřej Soukup           |                                                              |
|     | Give it a Shot                  | Strong Coffee           |                                                              |

#### Říjen
| Den | Album                         | Umělec                               | Poznámky     |
| --- | ----------------------------- | ------------------------------------ | ------------ |
| 1.  | Na nože                       | Kieslowski                           |              |
| 1.  | Beyond the Borders            | Luboš Soukup Quartet a David Dorůžka |              |
| 5.  | Semafor – léta 70. a 80.      | Jiří Suchý & Comp.                   | 12CD         |
| 5.  | Bauch Money Mixtape           | Hugo Toxxx                           |              |
| 5.  | Helena on Broadway            | Helena Vondráčková                   | CD+DVD       |
| 8.  | Galerie písní                 | Jan Nedvěd                           | 2CD          |
| 8.  | Galerie písní                 | František Nedvěd                     | 2CD          |
| 9.  | A Forrest Affair              | Please The Trees                     |              |
| 12. | Akrobat                       | UDG                                  |              |
| 12. | Zlatá šedesátá                | Marta Kubišová                       | 6CD          |
| 15. | Inzerát                       | Kryštof                              |              |
| 15. | Pravda o Marii                | Vladimír Merta                       |              |
| 15. | Piano                         | Mikoláš Růžička                      |              |
| 15. | Old Dogs New Tricks           | Clou                                 |              |
| 15. | Řekni ďáblovi ne              | Svatopluk Karásek                    | 2CD, reedice |
| 15. | Best Of                       | Josef Melen                          |              |
| 15. | Indies Scope 2012             | různí                                |              |
| 17. | The Escapist                  | Boris Carloff                        |              |
| 18. | Démon v Paříži                | Cermaque                             |              |
| 19. | Modi                          | Lucie Bílá                           |              |
| 19. | Výběr                         | Výběr                                | reedice      |
| 20. | 2am Bedroom Songs             | Nano                                 |              |
| 22. | Soundtrack ke konci světa     | Zrní                                 |              |
| 22. | Live at La Fabrika            | Vojtěch Dyk & B-Side Band            |              |
| 22. | Totem                         | Ventolin                             |              |
| 22. | Classic                       | Michal David                         |              |
| 23. | O lásce, cti a kuráži         | Lucia Šoralová & Michal Horáček      |              |
| 24. | V opilosti                    | Marek Ztracený                       |              |
| 24. | Jed                           | See You In Hell                      |              |
| 26. | Vlci u dveří                  | Umakart                              |              |
| 26. | Cestou na jih                 | Tomáš Kočko & Orchestr               |              |
| 26. | Singing Ya Ya Youpi           | Pavel Bobek                          |              |
| 26. | Ležatá Letná 2011             | Tata Bojs                            | CD+DVD       |
| 26. | 3x Oceán                      | Oceán                                | 3CD          |
| 26. | Indies Happy Trails 2007–2012 | různí                                |              |
| 29. | Manuál                        | Umakart                              | reedice      |
| 30. | Sto roků na cestě             | Michal Prokop & Framus Five          |              |
| 30. | Light Year                    | Inner Spaces feat. David Dorůžka     |              |
| 31. | Rodinnej diktát               | Krucipüsk                            |              |
| 31. | Čaro                          | Camael                               |              |
|     | Sklizeň 2012                  | Coco Jammin                          |              |

#### Listopad
| Den | Album                           | Umělec                              | Poznámky                                  |
| --- | ------------------------------- | ----------------------------------- | ----------------------------------------- |
| 1.  | Šel přes potok Cedron k hoře    | Oboroh                              |                                           |
| 1.  | Čas adventu a Vánoc             | Antologie moravské lidové hudby     | 5. CD                                     |
| 2.  | Echoes of Colors                | Clarinet Factory & Alan Vitouš      |                                           |
| 5.  | Zvon                            | Iva Bittová                         |                                           |
| 5.  | Offbeat Rhapsody                | MikkiM                              |                                           |
| 5.  | Pavilon č. 2                    | Mezzanin                            |                                           |
| 6.  | Your Name Here                  | Alvik                               |                                           |
| 8.  | Bílé včely                      | Květy                               |                                           |
| 8.  | Ja tutaj mieszkam               | Beata Bocek                         |                                           |
| 9.  | Výhledově (Best of 25 let)      | Mňága a Žďorp                       |                                           |
| 9.  | Živě v Telči                    | Robert Křesťan a Druhá tráva        | limitovaná edice vyšla na 2CD             |
| 9.  | Found & Lost                    | Pipes and Pints                     |                                           |
| 9.  | Má pouť                         | Petra Janů                          | 3CD                                       |
| 9.  | Plni energie                    | Citron                              | reedice                                   |
| 11. | Electric Soul                   | Moimir Papalescu                    |                                           |
| 12. | Daleko blíž                     | Idea                                |                                           |
| 13. | Láva                            | Budoár staré dámy                   |                                           |
| 16. | Kdo jsem...? Poslední zpověď    | Karel Kryl                          | CD+DVD                                    |
| 16. | Sedmdesát                       | Jan Spálený                         | 3CD                                       |
| 20. | Zeroth                          | Luno                                |                                           |
| 22. | Le carnet noir                  | Bran                                |                                           |
| 22. | Mosaic Views                    | Calm Season                         |                                           |
| 22. | 30 let (Best of Precedens Live) | Precedens                           |                                           |
| 23. | Natvrdo                         | Škwor                               | CD+DVD                                    |
| 23. | Nezapomeň!                      | Mimo realitu                        |                                           |
| 26. | Tetris                          | Ektor & DJ Wich                     |                                           |
| 26. | Over the Edge                   | Quattro Formaggi                    |                                           |
| 26. | Pozdní sběr                     | Petr Hapka                          | 2CD                                       |
| 28. | Konec světa                     | Vasilův Rubáš                       |                                           |
| 28. | Pocta Semaforu                  | různí                               |                                           |
| 29. | Vnitřek venku                   | Furré                               |                                           |
| 30. | Bratr sestry                    | Hana a Petr Ulrychovi & Javory beat |                                           |
| 30. | Eterea                          | Mindwork                            |                                           |
|     | Dáreček 2                       | Mňága a Žďorp                       | ke vstupence na koncert nebo na internetu |
|     | Maxikomplet od A do Z           | Maxim Turbulenc                     |                                           |
|     | The Velvet Touch Of Tongue      | Nil                                 |                                           |
|     | Vlnohraní                       | Klára Šmahelová                     |                                           |

#### Prosinec
| Den | Album               | Umělec                                       | Poznámky |
| --- | ------------------- | -------------------------------------------- | -------- |
| 4.  | Nos mě na rukou     | Šárka Rezková                                |          |
| 5.  | Nůž na ticho        | Andrea Buršová, Zdeněk Král & Indigo Quartet |          |
| 7.  | Tribute             | Michal Horáček                               | 2CD      |
| 7.  | Dávají perly swingu | Ondřej Havelka & Melody Makers               |          |
| 7.  | Rock'n'Roll         | George & Beatovens                           |          |
| 7.  | Radio Buenos Aires  | Malá bílá vrána                              |          |
| 11. | Skryté slunce       | Petr Lutka                                   |          |
| 11. | Koh-i-Noor          | Vlastimil Třešňák                            | reedice  |
| 12. | Sám sebou           | Martin Maxa                                  |          |
| 14. | Manifest            | Martin Chodúr                                |          |
| 15. | Bylinná směs        | Bejlí                                        |          |
| 22. | Den poté            | Morelo                                       |          |
| 22. | 50                  | Olympic                                      | 4DVD     |
|     | Blood Sings         | Jaromír Honzák feat. Sissel Vera Pettersen   |          |
|     | Vlakem na Kolín     | Neřež a Katka Koščová                        |          |
|     | V galerii           | Michal Vaněk                                 |          |

### Zahraniční alba

#### Leden
| Den | Album                           | Umělec             | Poznámky                              |
| --- | ------------------------------- | ------------------ | ------------------------------------- |
| 6.  | Rich Forever                    | Rick Ross          | mixtape                               |
| 10. | Free Again: The '1970' Sessions | Alex Chilton       |                                       |
| 16. | A Flash Flood of Colour         | Enter Shikari      |                                       |
| 17. | Sound Travels                   | Jack DeJohnette    |                                       |
| 20. | Global Flatline                 | Aborted            |                                       |
| 20. | Unbreakable                     | Primal Fear        |                                       |
| 24. | Tank Full of Blues              | Dion               |                                       |
| 24. | Tiempos Difíciles               | The Locos          |                                       |
| 24. | Resolution                      | Lamb of God        |                                       |
| 24. | L.A. Woman                      | The Doors          | reedice                               |
| 27. | Born to Die                     | Lana Del Rey       |                                       |
| 29. | On the Radio                    | Green Day          | koncertní album, nahrávky z roku 1992 |
| 30. | Beyond Magnetic                 | Metallica          | EP                                    |
| 30. | Ringo 2012                      | Ringo Starr        |                                       |
| 30. | Hampton Coliseum                | The Rolling Stones | koncertní album                       |
| 31. | Old Ideas                       | Leonard Cohen      |                                       |
| 31. | Mount Analogue                  | John Zorn          |                                       |

#### Únor
| Den | Album                                                      | Umělec                          | Poznámky                       |
| --- | ---------------------------------------------------------- | ------------------------------- | ------------------------------ |
| 1.  | Dave's Picks Volume 1                                      | Grateful Dead                   | koncertní album                |
| 3.  | A Different Kind of Truth                                  | Van Halen                       |                                |
| 3.  | The Singles                                                | Goldfrapp                       |                                |
| 6.  | Kisses on the Bottom                                       | Paul McCartney                  |                                |
| 6.  | Blues Funeral                                              | Mark Lanegan                    |                                |
| 7.  | A Solas Con Chayanne                                       | Chayanne                        | koncertní album                |
| 7.  | Let It Be Roberta: Roberta Flack Sings the Beatles         | Roberta Flack                   |                                |
| 10. | Helvetios                                                  | Eluveitie                       |                                |
| 13. | The Promise                                                | Mitch Ryder                     |                                |
| 14. | Aftermath: Live in Miami                                   | Hillsong United                 | koncertní album                |
| 21. | Sweet Sour                                                 | Band of Skulls                  |                                |
| 21. | How About I Be Me (And You Be You)?                        | Sinéad O'Connor                 |                                |
| 21. | Electric Sea                                               | Buckethead                      |                                |
| 22. | Bat Chain Puller                                           | Captain Beefheart               |                                |
| 22. | Roses                                                      | The Cranberries                 |                                |
| 24. | Sounds from Nowheresville                                  | The Ting Tings                  |                                |
| 24. | 21                                                         | Rage                            |                                |
| 25. | New York Connection                                        | Sweet                           |                                |
| 27. | Awoken Broken                                              | Primal Rock Rebellion           |                                |
| 27. | The Man Who Sold Himself                                   | Gavin Harrison & 05Ric          |                                |
| 27. | The Wall: Immersion Edition                                | Pink Floyd                      | rozšířená reedice              |
| 27. | Seven Deadly                                               | UFO                             |                                |
| 27. | Utilitarian                                                | Napalm Death                    |                                |
| 27. | Conflict & Catalysis: Productions & Arrangements 1966–2006 | různí                           | kompilace                      |
| 27. | This Is a Velvet Underground Song That I'd Like to Sing    | Rodolphe Burger                 |                                |
| 27. | Hell in a Handbasket                                       | Meat Loaf                       | vydáno pouze ve Velké Británii |
| 28. | Concerning the Entrance into Eternity                      | Jim Jarmusch & Jozef van Wissem |                                |

#### Březen
| Den | Album                                                       | Umělec                  | Poznámky        |
| --- | ----------------------------------------------------------- | ----------------------- | --------------- |
| 1.  | A State of Trance 2012                                      | různí                   | kompilace       |
| 5.  | Giants                                                      | The Stranglers          |                 |
| 5.  | Break It Yourself                                           | Andrew Bird             |                 |
| 5.  | Live at the Fillmore 1969                                   | The Move                | koncertní album |
| 6.  | Wrecking Ball                                               | Bruce Springsteen       |                 |
| 6.  | Hit Me Like a Man                                           | The Pretty Reckless     | EP              |
| 6.  | Icon                                                        | Michael Jackson         | kompilace       |
| 8.  | The King of Metal                                           | Blaze Bayley            |                 |
| 12. | As Above, So Below                                          | Angel Witch             |                 |
| 13. | The Gnostic Preludes                                        | John Zorn               |                 |
| 13. | Masterworks                                                 | California Guitar Trio  |                 |
| 13. | We All Raise Our Voices to the Air (Live Songs 04.11–08.11) | The Decemberists        | kompilace       |
| 20. | Lucifer Rising and Other Sound Tracks                       | Jimmy Page              | soundtrack      |
| 20. | Live at the Royal Albert Hall 2011                          | B. B. King              |                 |
| 20. | Between the Times and the Tides                             | Lee Ranaldo             |                 |
| 20. | Hooverphonic with Orchestra                                 | Hooverphonic            |                 |
| 21. | The Letter                                                  | Cosa Brava              |                 |
| 23. | MDNA                                                        | Madonna                 |                 |
| 23. | En Vivo!                                                    | Iron Maiden             | koncertní album |
| 23. | Relapse                                                     | Ministry                |                 |
| 24. | Money, Sex and Power                                        | Kissin' Dynamite        |                 |
| 26. | Noctourniquet                                               | The Mars Volta          |                 |
| 26. | Tuskegee                                                    | Lionel Richie           |                 |
| 26. | Flying Colors                                               | Flying Colors           |                 |
| 26. | Vulnerable                                                  | The Used                |                 |
| 26. | Songs                                                       | Rusko                   |                 |
| 26. | Covered                                                     | Macy Gray               |                 |
| 26. | Live at Wembley                                             | Alter Bridge            | DVD             |
| 26. | Smokin' Blues                                               | John Mayall             | koncertní album |
| 26. | Rocket Juice & the Moon                                     | Rocket Juice & the Moon |                 |
| 26. | Bring It On Home                                            | Joan Osborne            |                 |
| 27. | I Feel So Far Away: Anthology 1974–1998                     | Maureen Tucker          | kompilace       |
| 30. | 5th House                                                   | Dominic Miller          |                 |

#### Duben
| Den | Album                                        | Umělec                                       | Poznámky                 |
| --- | -------------------------------------------- | -------------------------------------------- | ------------------------ |
| 2.  | MMXII                                        | Killing Joke                                 |                          |
| 2.  | L.A. Friday                                  | The Rolling Stones                           | koncertní album          |
| 3.  | Bottoms Up                                   | Obie Trice                                   |                          |
| 3.  | Locked Down                                  | Dr. John                                     |                          |
| 3.  | A Victim of Stars 1982–2012                  | David Sylvian                                | kompilace                |
| 4.  | TAAB 2: Whatever Happened to Gerald Bostock? | Jethro Tull's Ian Anderson                   |                          |
| 6.  | No Plans                                     | Cold Chisel                                  |                          |
| 6.  | Stalingrad: Brothers in Death                | Accept                                       |                          |
| 10. | Mysterium Tremendum                          | Mickey Hart Band                             |                          |
| 10. | Slipstream                                   | Bonnie Raitt                                 |                          |
| 13. | Love Is a Four Letter Word                   | Jason Mraz                                   |                          |
| 13. | Songs from a Haunted House                   | Jad Fair                                     |                          |
| 14. | Balloon Cement                               | Buckethead                                   |                          |
| 16. | Consequences                                 | Peter Hammill                                |                          |
| 16. | The Pearl Sessions                           | Janis Joplin                                 |                          |
| 16. | Másik világ                                  | László Benkő                                 |                          |
| 16. | Rock Hard                                    | Suzi Quatro                                  | reedice                  |
| 17. | Long Gone Daddy                              | Hank Williams III                            |                          |
| 17. | Live at the Fillmore                         | Squeeze                                      | koncertní album          |
| 17. | The Complete Bowdoin College Concert 1960    | Pete Seeger                                  | 2CD koncertní album      |
| 17. | All the Years Combine                        | Grateful Dead                                | 14DVD box set            |
| 17. | Billy Boy Arnold Sings Big Bill Broonzy      | Billy Boy Arnold                             |                          |
| 17. | Skyline                                      | Yann Tiersen                                 | vydáno v Severní Americe |
| 17. | Yanni Live at El Morro, Puerto Rico          | Yanni                                        |                          |
| 18. | Bag of Bones                                 | Europe                                       |                          |
| 19. | Boys & Girls                                 | Alabama Shakes                               |                          |
| 20. | Nosferatu                                    | John Zorn                                    |                          |
| 20. | Out of the Game                              | Rufus Wainwright                             |                          |
| 21. | Electric Sevens                              | T. Rex                                       | kompilace                |
| 23. | Blunderbuss                                  | Jack White                                   |                          |
| 23. | Live Blood                                   | Peter Gabriel                                | koncertní dvojalbum      |
| 24. | This Machine                                 | The Dandy Warhols                            |                          |
| 24. | The Bell Recordings (1971–72)                | Davy Jones                                   | kompilace                |
| 25. | Little Broken Hearts                         | Norah Jones                                  |                          |
| 25. | Jag är inte rädd för mörkret                 | Kent                                         |                          |
| 25. | Satchurated: Live in Montreal                | Joe Satriani                                 | koncertní album          |
| 30. | Onward                                       | Hawkwind                                     |                          |
| 30. | The Wine of Silence                          | Jan Stulen / Metropole Orkest / Robert Fripp |                          |
| 30. | Live in New York Gaslight Cafe 1961          | Bob Dylan                                    | koncertní album          |

#### Květen
| Den | Album                                   | Umělec                               | Poznámky                |
| --- | --------------------------------------- | ------------------------------------ | ----------------------- |
| 1.  | Early Takes: Volume 1                   | George Harrison                      | kompilace               |
| 1.  | Dave's Picks Volume 2                   | Grateful Dead                        | koncertní album         |
| 1.  | Strange Clouds                          | B.o.B                                |                         |
| 1.  | Born Villain                            | Marilyn Manson                       |                         |
| 4.  | EP's 1988–1991                          | My Bloody Valentine                  | kompilace               |
| 4.  | Ballast der Republik                    | Die Toten Hosen                      |                         |
| 7.  | In the Belly of the Brazen Bull         | The Cribs                            |                         |
| 7.  | Like Comedy                             | The Proclaimers                      |                         |
| 8.  | Jacaranda                               | Trevor Rabin                         |                         |
| 8.  | Army of Mushrooms                       | Infected Mushroom                    |                         |
| 8.  | God Told Me To                          | John 5                               |                         |
| 8.  | Stop Us If You've Heard This One Before | Barenaked Ladies                     | kompilace               |
| 9.  | Après                                   | Iggy Pop                             |                         |
| 11. | Tits 'n Ass                             | Golden Earring                       |                         |
| 11. | Rize of the Fenix                       | Tenacious D                          |                         |
| 11. | A Joyful Noise                          | Gossip                               |                         |
| 14. | Shape Shifter                           | Santana                              |                         |
| 14. | Pruflas: The Book of Angels Vol. 18     | David Krakauer                       |                         |
| 14. | Not Your Kind of People                 | Garbage                              |                         |
| 15. | Heroes                                  | Willie Nelson                        |                         |
| 15. | Trespassing                             | Adam Lambert                         |                         |
| 15. | Storm & Grace                           | Lisa Marie Presley                   |                         |
| 16. | Stones Grow Her Name                    | Sonata Arctica                       |                         |
| 17. | Un Corazón de Nadie                     | Omar Rodríguez-López                 |                         |
| 18. | Burn the Sky Down                       | Emma Hewitt                          |                         |
| 22. | Templars: In Sacred Blood               | John Zorn                            |                         |
| 22. | Apocalyptic Love                        | Slash                                |                         |
| 22. | Cover 2 Cover                           | Neal Morse/Mike Portnoy/Randy George |                         |
| 22. | Now, Then & Forever                     | Earth, Wind & Fire                   |                         |
| 22. | The Lost Tape                           | 50 Cent                              |                         |
| 22. | ...ya know?                             | Joey Ramone                          |                         |
| 22. | Choice of Weapon                        | The Cult                             |                         |
| 22. | Ram                                     | Paul McCartney & Linda McCartney     | reedice                 |
| 22. | Driving Towards the Daylight            | Joe Bonamassa                        |                         |
| 22. | Born and Raised                         | John Mayer                           |                         |
| 23. | Live Blood                              | Peter Gabriel                        | koncertní album         |
| 23. | Valtari                                 | Sigur Rós                            |                         |
| 23. | Carolus Rex                             | Sabaton                              |                         |
| 28. | This is PiL                             | Public Image Ltd                     |                         |
| 28. | Love & Other Mysteries                  | Ken Hensley                          |                         |
| 28. | Renaissance                             | Marcus Miller                        |                         |
| 28. | Juanes MTV Unplugged                    | Juanes                               | koncertní album         |
| 29. | What We Saw from the Cheap Seats        | Regina Spektor                       |                         |
| 29. | Duende                                  | Avišaj Kohen & Nitai Hershkovits     |                         |
| 29. | The Absence                             | Melody Gardot                        |                         |
| 29. | Up All Night: The Live Tour             | One Direction                        | záznam z koncertu (DVD) |
| 29. | Heaven                                  | The Walkmen                          |                         |

#### Červen
| Den | Album                                                         | Umělec                                                    | Poznámky        |
| --- | ------------------------------------------------------------- | --------------------------------------------------------- | --------------- |
| 1.  | Lex Hives                                                     | The Hives                                                 |                 |
| 1.  | Phantom Antichrist                                            | Kreator                                                   |                 |
| 1.  | Banga                                                         | Patti Smith                                               |                 |
| 1.  | Bring Heavy Rock to the Land                                  | Jorn                                                      |                 |
| 4.  | A Life Within a Day                                           | Squackett – Chris Squire & Steve Hackett                  |                 |
| 4.  | The Rise and Fall of Ziggy Stardust and the Spiders from Mars | David Bowie                                               | reedice         |
| 4.  | One Day I'm Going to Soar                                     | Dexys                                                     |                 |
| 4.  | Spectrum Road                                                 | Spectrum Road (Jack Bruce)                                |                 |
| 4.  | The Best of Kylie Minogue                                     | Kylie Minogue                                             | kompilace       |
| 4.  | Iron Man: The Best of Black Sabbath                           | Black Sabbath                                             | kompilace       |
| 5.  | Big Station                                                   | Alejandro Escovedo                                        |                 |
| 5.  | Hommage                                                       | Yannick Noah                                              |                 |
| 5.  | Big Moon Ritual                                               | Big Moon Ritual                                           |                 |
| 5.  | The Masterpiece                                               | Bobby Brown                                               |                 |
| 5.  | Texicali                                                      | ZZ Top                                                    | EP              |
| 5.  | Spirit in the Room                                            | Tom Jones                                                 |                 |
| 5.  | Stairway to Hell                                              | Ugly Kid Joe                                              | EP              |
| 5.  | That's Why God Made the Radio                                 | The Beach Boys                                            |                 |
| 5.  | Hollywood Forever                                             | L.A. Guns                                                 |                 |
| 5.  | SBB                                                           | SBB                                                       |                 |
| 5.  | Strange Euphoria                                              | Heart                                                     | box set         |
| 5.  | Americana                                                     | Neil Young & Crazy Horse                                  |                 |
| 5.  | Cypress X Rusko                                               | Cypress Hill & Rusko                                      |                 |
| 5.  | Freak Puke                                                    | Melvins                                                   |                 |
| 8.  | Clockwork Angels                                              | Rush                                                      |                 |
| 8.  | Looking 4 Myself                                              | Usher                                                     |                 |
| 11. | Life in a Beautiful Light                                     | Amy MacDonald                                             |                 |
| 11. | Analog Man                                                    | Joe Walsh                                                 |                 |
| 11. | Live in Argentina, 1994                                       | King Crimson                                              | koncertní album |
| 11. | The Bravest Man in the Universe                               | Bobby Womack                                              |                 |
| 12. | Synthetica                                                    | Metric                                                    |                 |
| 12. | Regrinding the Axes                                           | Molly Hatchet                                             |                 |
| 12. | Unity Band                                                    | Pat Metheny, Chris Potter, Ben Williams & Antonio Sánchez |                 |
| 15. | Believe                                                       | Justin Bieber                                             |                 |
| 15. | A Million Lights                                              | Cheryl Cole                                               |                 |
| 16. | The Lord of Steel                                             | Manowar                                                   |                 |
| 16. | The Lost Tapes                                                | Can                                                       | kompilace       |
| 18. | Oops! I Did It Again – The Best of Britney Spears             | Britney Spears                                            | kompilace       |
| 18. | Banks of Eden                                                 | The Flower Kings                                          |                 |
| 19. | The Hermetic Organ                                            | John Zorn                                                 | koncertní album |
| 19. | I Can Make That Happen                                        | Johnnie Bassett                                           |                 |
| 19. | Marilyn Crispell, Mark Dresser, Gerry Hemingway Play Braxton  | Marilyn Crispell, Mark Dresser, Gerry Hemingway           |                 |
| 19. | All Over the Place                                            | Mike Stern                                                |                 |
| 19. | Rhythm and Repose                                             | Glen Hansard                                              |                 |
| 19. | Moonlight Waltz Tour 2011                                     | Theatres des Vampires                                     |                 |
| 19. | Living Like A Runaway                                         | Lita Ford                                                 |                 |
| 19. | Rejuvenation                                                  | Juvenile                                                  |                 |
| 19. | Welcome to the Fishbowl                                       | Kenny Chesney                                             |                 |
| 19. | The Last Outlaw                                               | Pastor Troy                                               |                 |
| 19. | Oceania                                                       | The Smashing Pumpkins                                     |                 |
| 20. | Saber, Querer, Osar y Callar                                  | Omar Rodríguez-López                                      |                 |
| 20. | Living Things                                                 | Linkin Park                                               |                 |
| 21. | Contakt                                                       | Madcon                                                    |                 |
| 22. | U22                                                           | U2                                                        | koncertní album |
| 25. | ALT                                                           | Van der Graaf Generator                                   |                 |
| 25. | Totem and Taboo                                               | Hugh Cornwell                                             |                 |
| 25. | Write Me Back                                                 | R. Kelly                                                  |                 |
| 25. | 2                                                             | Netsky                                                    |                 |
| 26. | Rooster Rag                                                   | Little Feat                                               |                 |
| 26. | Days Go By                                                    | The Offspring                                             |                 |
| 26. | Overexposed                                                   | Maroon 5                                                  |                 |
| 29. | XXX                                                           | Asia                                                      |                 |
| 29. | Reconquista                                                   | C. J. Ramone                                              |                 |
| 29. | Fortune                                                       | Chris Brown                                               |                 |
| 29. | A Knight in York                                              | Blackmore's Night                                         | koncertní album |

#### Červenec
| Den | Album                                         | Umělec                                       | Poznámky         |
| --- | --------------------------------------------- | -------------------------------------------- | ---------------- |
| 1.  | Open                                          | Stick Men                                    |                  |
| 3.  | Wild Ones                                     | Flo Rida                                     |                  |
| 6.  | 5 (Murder by Numbers)                         | 50 Cent                                      | mixtape          |
| 6.  | Mitä näitä nyt oli                            | Turmion Kätilöt                              | kompilace        |
| 8.  | 20/20                                         | Saga                                         |                  |
| 10. | Harakiri                                      | Serj Tankian                                 |                  |
| 10. | John Cage: Imaginary Landscapes               | Ensemble Prometeo / Marco Angius (John Cage) |                  |
| 10. | Live at the Checkerboard Lounge, Chicago 1981 | Muddy Waters & The Rolling Stones            | koncertní CD+DVD |
| 10. | Murdered Love                                 | P.O.D.                                       |                  |
| 11. | Live at Tokyo Dome                            | The Rolling Stones                           | koncertní album  |
| 13. | Life Is Good                                  | Nas                                          |                  |
| 17. | Letur-Lefr                                    | John Frusciante                              | EP               |
| 17. | CSN 2012                                      | Crosby, Stills & Nash                        | koncertní album  |
| 19. | Helen Burns                                   | Flea                                         | EP               |
| 20. | Dance Again... the Hits                       | Jennifer Lopez                               | kompilace        |
| 23. | Antennas to Hell                              | Slipknot                                     | kompilace        |
| 23. | The Collection                                | Vangelis                                     | 2CD kompilace    |
| 23. | The Soul Sessions Volume 2                    | Joss Stone                                   |                  |
| 24. | WhoCares                                      | WhoCares, Tony Iommi, Ian Gillan, další      |                  |
| 24. | Octopus Kool Aid                              | Omar Rodríguez-López                         |                  |
| 24. | Tomorrow Never Knows                          | The Beatles                                  | kompilace        |
| 27. | Dark Roots of Eart                            | Testament                                    |                  |
| 28. | Isles of Wonder                               | různí                                        |                  |
| 30. | Blur 21                                       | Blur                                         | box set          |
| 30. | Two Sides: The Very Best of Mike Oldfield     | Mike Oldfield                                | kompilace        |
| 31. | God Forgives, I Don't                         | Rick Ross                                    |                  |
| 31. | Best in Show                                  | Jackyl                                       |                  |
| 31. | Chicago '94                                   | Phish                                        | koncertní album  |

#### Srpen
| Den | Album                                                       | Umělec                  | Poznámky                     |
| --- | ----------------------------------------------------------- | ----------------------- | ---------------------------- |
| 1.  | Dave's Picks Volume 3                                       | Grateful Dead           | koncertní album              |
| 3.  | Manala                                                      | Korpiklaani             |                              |
| 6.  | The Greatest: Gospel Songs                                  | Johnny Cash             | kompilace                    |
| 6.  | The Greatest: Country Classics                              | Johnny Cash             | kompilace                    |
| 6.  | The Greatest: The Number Ones                               | Johnny Cash             | kompilace                    |
| 6.  | The Greatest: Duets                                         | Johnny Cash             | kompilace                    |
| 7.  | Cut the World                                               | Antony and the Johnsons | koncertní album              |
| 7.  | Begin                                                       | David Archuleta         |                              |
| 7.  | We Walk the Line: A Celebration of the Music of Johnny Cash | různí                   | tribute album                |
| 7.  | The Very Best of Cannonball Adderley                        | Cannonball Adderley     |                              |
| 7.  | The Very Best of Thelonious Monk                            | Thelonious Monk         | kompilace                    |
| 7.  | The Very Best of Dave Brubeck: The Fantasy Era 1949–1953    | Dave Brubeck            | kompilace                    |
| 9.  | Anastasis                                                   | Dead Can Dance          |                              |
| 9.  | The Shores of Molokai                                       | Buckethead              |                              |
| 10. | The World Is a Game                                         | Mystery                 |                              |
| 12. | A Symphony of British Music                                 | různí                   |                              |
| 13. | Parklive                                                    | Blur                    | koncertní album              |
| 14. | The Story of Light                                          | Steve Vai               |                              |
| 14. | Songs of the Century – An All-Star Tribute to Supertramp    | různí                   | tribute album                |
| 14. | Icon                                                        | Merle Haggard           |                              |
| 14. | Just Tell Me That You Want Me: A Tribute to Fleetwood Mac   | různí                   |                              |
| 14. | Blood                                                       | In This Moment          |                              |
| 14. | The Mighty Death Pop!                                       | Insane Clown Posse      |                              |
| 14. | Covered, Smothered & Chunked                                | Insane Clown Posse      |                              |
| 14. | Freaky Tales                                                | Insane Clown Posse      |                              |
| 14. | Based on a T.R.U. Story                                     | 2 Chainz                |                              |
| 15. | Hot Cakes                                                   | The Darkness            |                              |
| 17. | Election Special                                            | Ry Cooder               |                              |
| 17. | The Midsummer Station                                       | Owl City                |                              |
| 20. | Four                                                        | Bloc Party              |                              |
| 21. | Last of a Dyin' Breed                                       | Lynyrd Skynyrd          |                              |
| 21. | Hidden Treasures of Taj Mahal                               | Taj Mahal               | kompilace                    |
| 21. | Year of the Dragon                                          | Busta Rhymes            |                              |
| 22. | Havoc and Bright Lights                                     | Alanis Morissette       |                              |
| 27. | Live in Paris '79                                           | Supertramp              | koncertní album              |
| 28. | Rimbaud                                                     | John Zorn               |                              |
| 28. | Make It Bun Dem After Hours                                 | Skrillex                | remix                        |
| 28. | The Singer                                                  | Art Garfunkel           | kompilace                    |
| 28. | The Seer                                                    | Swans                   |                              |
| 28. | Nothin But Love                                             | Robert Cray             |                              |
| 28. | Roxy Music: The Complete Studio Recordings 1972–1982        | Roxy Music              | box set                      |
| 28. | Infinity Overhead                                           | Minus the Bear          |                              |
| 31. | Spring 1990                                                 | Grateful Dead           | 18CD box set koncertních alb |

#### Září
| Den | Album                                                | Umělec                                           | Poznámky        |
| --- | ---------------------------------------------------- | ------------------------------------------------ | --------------- |
| 3.  | Privateering                                         | Mark Knopfler                                    | 2CD             |
| 3.  | Scarchives Vol. 1                                    | Lordi                                            | kompilace       |
| 3.  | Bend Over and Pray the Lord                          | Lordi                                            |                 |
| 4.  | Act I: Live in Rosario                               | Tarja                                            | koncertní album |
| 4.  | When I'm President                                   | Ian Hunter                                       |                 |
| 4.  | Downtown Rockers                                     | Tom Tom Club                                     |                 |
| 4.  | North                                                | Matchbox Twenty                                  |                 |
| 4.  | Centipede Hz                                         | Animal Collective                                |                 |
| 4.  | The Ringmaster General                               | David A. Stewart                                 |                 |
| 4.  | Rattle Them Bones                                    | Big Bad Voodoo Daddy                             |                 |
| 5.  | Coexist                                              | The xx                                           |                 |
| 5.  | Elysium                                              | Pet Shop Boys                                    |                 |
| 9.  | Stages                                               | Melanie C                                        |                 |
| 10. | Love This Giant                                      | David Byrne a St. Vincent                        |                 |
| 10. | Tempest                                              | Bob Dylan                                        |                 |
| 10. | La Futura                                            | ZZ Top                                           |                 |
| 11. | Self Entitled                                        | NOFX                                             |                 |
| 11. | Undisputed                                           | DMX                                              |                 |
| 11. | Away from the World                                  | Dave Matthews Band                               |                 |
| 11. | Dead Silence                                         | Billy Talent                                     |                 |
| 11. | Momentum                                             | Neal Morse                                       |                 |
| 12. | Aftermath of the Lowdown                             | Richie Sambora                                   |                 |
| 12. | PBX Funicular Intaglio Zone                          | John Frusciante                                  |                 |
| 13. | I Bet on Sky                                         | Dinosaur Jr                                      |                 |
| 14. | The Truth About Love                                 | P!nk                                             |                 |
| 14. | The Spirit Indestructible                            | Nelly Furtado                                    |                 |
| 14. | Cruel Summer                                         | GOOD Music                                       |                 |
| 17. | Battle Born                                          | The Killers                                      |                 |
| 17. | Sounds That Can't Be Made                            | Marillion                                        |                 |
| 17. | Black Traffic                                        | Skunk Anansie                                    |                 |
| 18. | Spring 1990: So Glad You Made It                     | Grateful Dead                                    | koncertní album |
| 18. | Bad 25                                               | Michael Jackson                                  |                 |
| 18. | Time Flies By                                        | Country Joe McDonald                             |                 |
| 18. | Libertine                                            | Liv Kristine                                     |                 |
| 18. | Epicloud                                             | The Devin Townsend Project                       |                 |
| 21. | Push and Shove                                       | No Doubt                                         |                 |
| 21. | Babel                                                | Mumford & Sons                                   |                 |
| 24. | > album title goes here <                            | Deadmau5                                         |                 |
| 24. | One Big Happy                                        | Bowling for Soup, The Dollyrots & Patent Pending |                 |
| 24. | Rhythm and Blues                                     | Garou                                            |                 |
| 24. | ¡Uno!                                                | Green Day                                        |                 |
| 24. | British Lion                                         | Steve Harris                                     |                 |
| 25. | A Vision in Blakelight                               | John Zorn                                        |                 |
| 25. | A More Perfect Union                                 | Pete Seeger & Lorre Wyatt                        |                 |
| 25. | Food & Liquor II: The Great American Rap Album Pt. 1 | Lupe Fiasco                                      |                 |
| 25. | Pete Remembers Woody                                 | Pete Seeger                                      |                 |
| 26. | Long Wave                                            | Jeff Lynne                                       |                 |
| 28. | Head Down                                            | Rival Sons                                       |                 |
| 28. | Shifty Adventures in Nookie Wood                     | John Cale                                        |                 |

#### Říjen
| Den | Album                                                   | Umělec                       | Poznámky       |
| --- | ------------------------------------------------------- | ---------------------------- | -------------- |
| 1.  | The Velvet Underground & Nico                           | The Velvet Underground, Nico | Reedice se 6CD |
| 2.  | Born to Sing: No Plan B                                 | Van Morrison                 |                |
| 2.  | Sugaring Season                                         | Beth Orton                   |                |
| 2.  | Fanatic                                                 | Heart                        |                |
| 2.  | Transit of Venus                                        | Three Days Grace             |                |
| 5.  | Monster                                                 | Kiss                         |                |
| 8.  | Mr. Blue Sky: The Very Best of Electric Light Orchestra | Electric Light Orchestra     | kompilace      |
| 9.  | I Lost My Head/The Chrysalis Years (1975–1980)          | Gentle Giant                 | kompilace      |
| 9.  | The Very Beast of Dio Vol. 2                            | Dio                          | kompilace      |
| 9.  | Lace Up                                                 | MGK                          |                |
| 15. | Sundark and Riverlight                                  | Patrick Wolf                 |                |
| 16. | Two Eleven                                              | Brandy Norwood               |                |
| 16. | Sunken Condos                                           | Donald Fagen                 |                |
| 22. | RED                                                     | Taylor Swift                 |                |
| 22. | good kid, m.A.A.d city                                  | Kendrick Lamar               |                |
| 23. | Revolution                                              | Lacrimosa                    |                |
| 29. | The Manticore and Other Horrors                         | Cradle of Filth              |                |
| 30. | Music and Its Double                                    | John Zorn                    |                |
| 31. | R.E.D.                                                  | Ne-Yo                        |                |
| 31. | Understanding America                                   | Frank Zappa                  | kompilace 2CD  |

#### Listopad
| Den | Album                         | Umělec                        | Poznámky                               |  |
| --- | ----------------------------- | ----------------------------- | -------------------------------------- |  |
| 1.  | Dave's Picks Volume 4         | Grateful Dead                 | koncertní 3CD                          |  |
| 2.  | Violeta Violeta               | Kaizers Orchestra             | 3. disk                                |  |
| 2.  | Sans attendre                 | Céline Dion                   |                                        |  |
| 5.  | Take the Crown                | Robbie Williams               |                                        |  |
| 6.  | Music from Another Dimension  | Aerosmith                     |                                        |  |
| 6.  | Fire It Up                    | Joe Cocker                    |                                        |  |
| 9.  | Paradise                      | Lana Del Rey                  | EP                                     |  |
| 12. | GRRR!                         | The Rolling Stones            | kompilace                              |  |
| 13. | King Animal                   | Soundgarden                   |                                        |  |
| 13. | ¡Dos!                         | Green Day                     |                                        |  |
| 13. | Lux                           | Brian Eno                     |                                        |  |
| 19. | Unapologetic                  | Rihanna                       |                                        |  |
| 19. | 19.                           | Rebel Soul                    | Kid Rock                               |  |
| 20. | Global Warming                | Pitbull                       | Norm 12 písní, Deluxe Edition 16 písní |  |
| 23. | Eric Burdon & The Greenhornes | Eric Burdon & The Greenhornes | EP                                     |  |
| 23. | Winterland: May 30th 1971     | Grateful Dead                 | koncertní 2CD                          |  |
| 26. | The Jazz Age                  | The Bryan Ferry Orchestra     |                                        |  |
| 27. | The Concealed                 | John Zorn                     |                                        |  |
| 30. | Warrior                       | Ke$ha                         |                                        |  |

#### Prosinec
| Den | Album            | Umělec           | Poznámky |
| --- | ---------------- | ---------------- | -------- |
| 4.  | Videos 1995–2012 | Rammstein        |          |
| 9.  | Tré!             | Green Day        |          |
| 5.  | Spellbound       | Yngwie Malmsteen |          |
| 14. | O.N.I.F.C.       | Wiz Khalifa      |          |
| 11. | Jesus Piece      | The Game         |          |
| 18. | Trouble Man      | T.I.             |          |

#### Neznámé datum
- Road Tapes, Venue 1 (Frank Zappa)[37]
- Vittjar (Kaipa)
- Mystic Pinball (John Hiatt)
- Songs for the End of the World (Rick Springfield)
- Martin Barre (Martin Barre) – 1CD koncertní album + 1CD kompilace
- Arcana VI (John Zorn)
- The Calling (Neal Schon)
- Follow (Travis & Fripp)
- Hoods and Shades (Andre Williams)
- Kaas chante Piaf (Patricia Kaas)
- Static on the Airwaves (The Levellers)
- On the 13th Day (Magnum)
- Charlemagne: The Omens of Death (Christopher Lee)
- Larks' Tongues In Aspic Boxset (King Crimson)
- Haute Living (Swizz Beatz)
- Invinsible (Skylar Grey)
- Wolfsbane Save the World (Wolfsbane)
- The Album (Achozen)
- Have It All (Jesse McCartney)
- Catalog / Preserve / Amass (Steven Wilson) – koncertní album
- Reincarnated (Snoop Lion)
- Starlight (Joan Armatrading)
- Soundbites 4 Tha ReVelation (Daevid Allen)
- Deep (Stick Men)
- Six Pieces for Orchestra (Tony Banks)
- Halcyon (Ellie Goulding)
- Music from the Heart (Terry Oldfield)
- Chimes of Freedom (různí)
- Heavy Metal Thunder – Live: Eagles Over Wacken (Saxon)
- The Greatest Hits Live: Volume 1 (Hank Williams) – kompilace
- The Greatest Hits Live: Volume 2 (Hank Williams) – kompilace

## Domácí hity
- „Pánubohu do oken“ – Tomáš Klus
- „Hey Now“ – Peter Bič Project
- „Ležím v tvé bízkosti“ – Lipo ft. Debbi
- „Žijeme len raz“ – Ego fr. Robert Burian
- „Čekám na signál“ – Nightwork
- „Kde si“ – Elán
- „Inzerát“ – Kryštof
- „Počítám“ – David Deyl
- „Jablčko“ – Kristina
- „Run Run Run“ – Celeste Buckingham
- „Namaluj svítání“ – Michal Hrůza
- „V síti“ – Voxel
- „Zlato“ – Xindl X
- „Ententýky“ – Chinaski
- „Sám“ – Rytmus
- „Si sám“ – Tina
- „Přímý zásah“ – David Deyl
- „Say It Loud“ – Peter Bič Project
- „Never Hide“ – Mista
- „Nobody Knows“ – Celeste Buckingham
- „Klid mír a pokora“ – Richard Müller Tereza Kerndlová
- „V opilosti“ – Marek Ztracený
- „Legosvět“ – Nebe
- „Mezi nebem a zemí“ – Skipe Martina Pártlová
- „Štědrý večer nastal“ – Xindl X
- „Řiditel autobusu“ – Tap Tap
- „Moudřejší než noc“ – Anna K
- „Kdy vzlétnu já“ – Lucie Vondráčková
- „Na Rafandě“ – Václav Neckář Lenka Dusilová
- „Coco“ – Charlie Straight
- „By My Side“ – Debbi
- „Cash Out“ – Mista
- „Sunshine“ – Memphis

## Úmrtí

### Leden
- 1. ledna

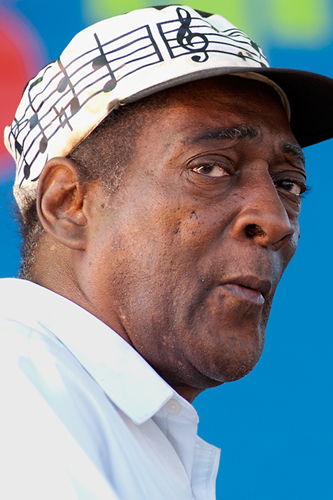
Dave Alexander zemřel 8. ledna 2012 ve věku 73 let.

  - Frank Köllges, německý perkusionista a skladatel (* 18. listopadu 1952)
  - Jafa Jarkoni, izraelská zpěvačka (* 24. prosince 1925)
  - Fred Milano, americký doo-wopový zpěvák (* 26. srpna 1939)
  - Nina Miranda, uruquajská zpěvačka (* 8. listopadu 1925)[38]
- 2. ledna
  - Larry Reinhardt, americký kytarista, člen skupiny Iron Butterfly (* 7. července 1948)
  - Ian Bargh, ve skotsku narozený kanadský jazzový klavírista a skladatel (* 8. ledna 1935)
  - Gale Hess, americká zpěvačka (* 22. února 1955)
- 3. ledna – Bob Weston, britský kytarista, člen skupiny Fleetwood Mac (* 1. listopadu 1947)
- 4. ledna
  - Kerry McGregor, skotská zpěvačka a herečka (* 30. října 1974)
  - Totti Bergh, norský jazzový saxofonista a kapelník (* 5. prosince 1935)
- 5. ledna
  - Amit Saigal, indický hudebník, promotér a vydavatel (* 6. července 1965)
  - Hikaru Hajaši, japonský klavírista, skladatel a dirigent (* 22. října 1931)
  - Osmar Navarro, brazilský zpěvák (* 19. listopadu 1930)
  - Selwyn Baptiste, trinidadský hudebník (* 10. července 1936)
- 6. ledna
  - Tom Ardolino, americký bubeník, člen skupiny NRBQ (* 12. ledna 1955)
  - Freddie Deronde, belgický jazzový kontrabasista (* 20. září 1938)
  - W. Francis McBeth, americký skladatel (* 9. března 1933)
- 8. ledna – Dave Alexander, americký bluesový hudebník (* 10. března 1938)
- 9. ledna
  - Ernie Carson, americký klavírista, kornetista a zpěvák (* 4. prosince 1937)
  - Bridie Gallagher, irská zpěvačka (* 7. září 1924)
  - Ruth Fernández, portorická zpěvačka a politička (* 23. května 1919)
- 10. ledna – Cliff Portwood, britský fotbalista, zpěvák a televizní moderátor (* 17. října 1937)
- 11. ledna – Chuck Metcalf, jazzový kontrabasista (* 8. ledna 1931)
- 12. ledna
  - Charlie Collins, americký country kytarista, mandolinista a houslista (* 5. dubna 1933)
  - Sadao Bekku, japonský skladatel (* 24. května 1922)
- 13. ledna – Zbigniew Wegehaupt, polský jazzový kontrabasista (* 9. srpna 1954)
- 14. ledna – Robbie France, britský bubeník, producent, aranžér a novinář (* 5. prosince 1959)
- 16. ledna – Jimmy Castor, americký saxofonista (* 23. června 1940)
- 17. ledna
  - Johnny Otis, americký hudebník (* 28. prosince 1921)
  - Helmuth Brandenburg, německý saxofonista, skladatel a dirigent (* 16. září 1928)
- 18. ledna – Anthony Gonsalves, indický skladatel a učitel (* 1927)
- 19. ledna
  - Winston Riley, jamajský zpěvák a producent, člen skupiny The Techniques (* 14. května 1943)
  - Errol Scorcher, jamajský diskžokej a zpěvák (* 1956)
- 20. ledna
  - Larry Butler, americký hudební producent a skladatel (* 26. března 1942)
  - John Levy, americký jazzový kontrabasista (* 11. dubna 1912)
  - Etta James, americká zpěvačka (* 25. ledna 1938)
  - Ruthilde Boesch, rakouská operní pěvkyně – sopranistka (* 9. ledna 1918)
- 21. ledna – Irena Jarocka, polská zpěvačka (* 18. srpna 1946)
- 22. ledna – Rita Gorr, belgická operní pěvkyně – mezzosopranistka (* 18. února 1926)
- 24. ledna – Patricia Neway, americká operní pěvkyně – sopranistka (* 30. září 1919)
- 25. ledna – Mark Reale, heavy metalový kytarista (* 7. června 1955)
- 26. ledna – Clare Fischer, americký jazzový klávesista a aranžér (* 22. října 1928)
- 27. ledna
  - Kay Davis, americká jazzová zpěvačka (* 5. prosince 1920)
  - Todd Buffa, americký jazzový zpěvák (* 27. listopadu 1952)
- 29. ledna
  - Camilla Williams, americká operní pěvkyně – sopranistka (* 18. října 1919)
  - Kell Osborne, americký zpěvák, člen skupiny The Primes (* 12. března 1939)
- 31. ledna
  - Leslie Carter, americká zpěvačka (* 6. června 1986)
  - Michael Andre Lewis zvaný též Mandre, americký funkový a soulový klávesista (* 7. prosince 1948)
  - Anders Eikås, norský bubeník, člen skupiny Honningbarna (* 20. ledna 1992)
  - King Stitt, jamajský diskžokej a hudebník (* 17. září 1940)
  - Mike Kelley, americký výtvarník a zpěvák (* 27. října 1954)

### Únor

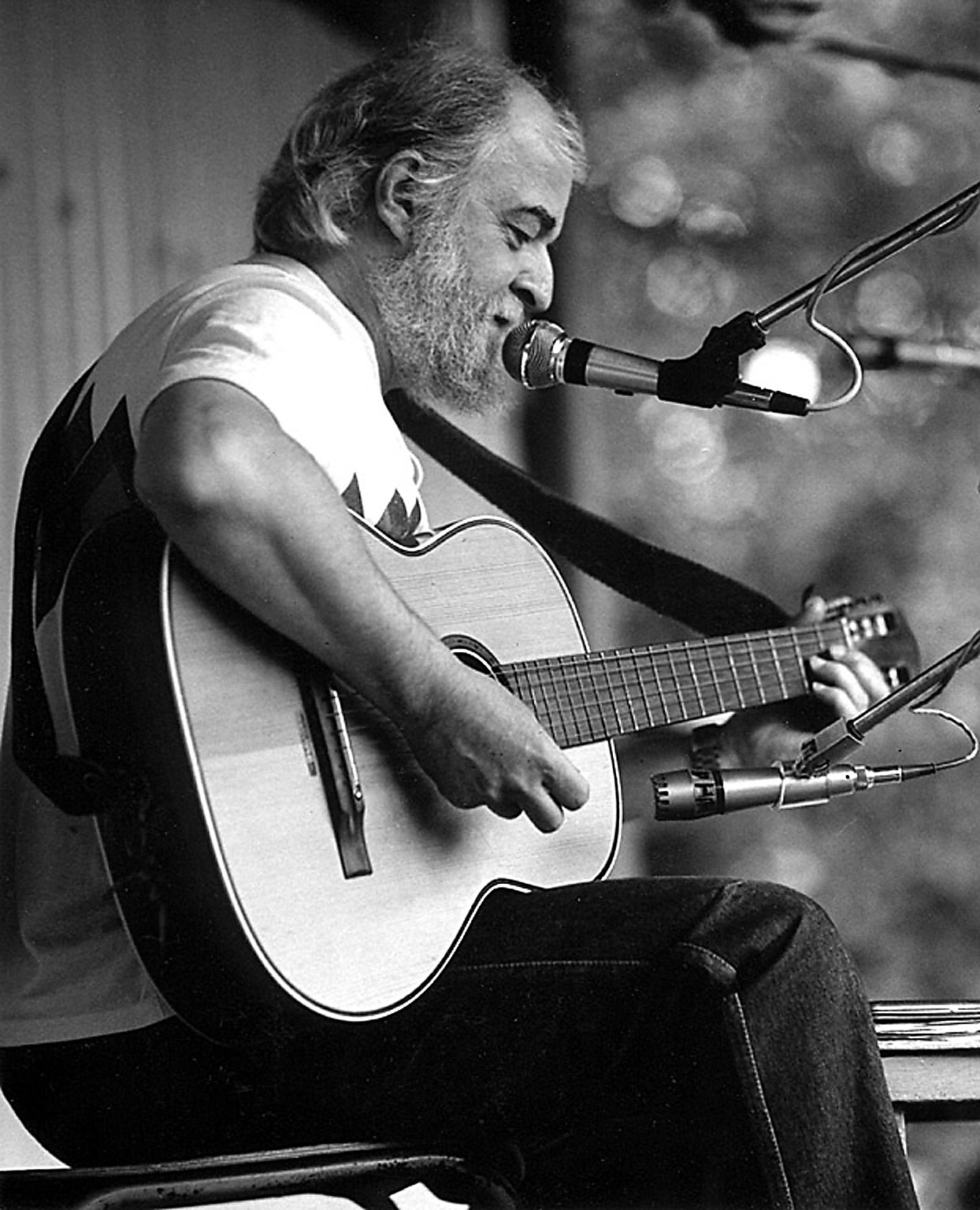
Jaroslav Velinský, přezdívaný Kapitán Kid, zemřel 19. února 2012 ve věku 79 let

- 1. února – David Peaston, americký zpěvák (* 13. března 1957)
- 3. února
  - Norbert Blacha, polský klavírista, skladatel a pedagog (* 28. září 1959)
  - Nick Tountas, americký jazzový basista (* 5. prosince 1934)
- 5. února
  - Al De Lory, americký dirigent, producent a hudebník (* 31. ledna 1930)
  - Jef Gilson, francouzský klavírista a skladatel (* 25. července 1926)
- 6. února
  - Noel Kelehan, irský hudebník a dirigent (* 26. prosince 1935)
  - Billy Bean, americký jazzový kytarista (* 26. prosince 1933)
- 8. února
  - Luis Alberto Spinetta, argentinský rockový hudebník (* 23. ledna 1950)
  - Wando, brazilský písničkář (* 2. října 1945)
  - Jimmy Sabater, Sr., americký hudebník, člen skupiny The Joe Cuba Sextet (* 11. dubna 1936)
  - Giangiacomo Guelfi, italský operní pěvec – barytonista (* 21. prosince 1924)
  - Billy Fayard, americký zpěvák a bubeník (* 25. února 1941)
  - Frank Jolliffe, americký kytarista a pedagog (* 5. září 1958)
- 9. února – Joe Moretti, skotský kytarista (* 10. května 1938)
- 11. února – Whitney Houston, americká zpavačka (* 9. srpna 1963)
- 13. února – Jodie Christian, americký jazzový klavírista (* 2. února 1932)
- 14. února
  - Tonmi Lillman, finský bubeník (* 3. června 1973)
  - Dory Previn, americká zpěvačka, kytaristka a textařka (* 22. října 1925)
- 15. února
  - Clive Shakespeare, v Anglii narozený australský kytarista, člen skupiny Sherbet (* 3. června 1949)
  - Charles Anthony, americký operní pěvec – tenor (* 15. července 1929)
  - Joki Freund, německý jazzový saxofonista a skladatel (* 5. září 1926)
- 16. února
  - Ethel Stark, kanadská houslistka, dirigentka a pedagožka (* 25. srpna 1916)
  - Bubi Chen, indonéský hudebník (* 9. února 1938)
- 17. února – Michael Davis, americký baskytarista, člen skupiny MC5 (* 5. června 1943)
- 18. února – Elizabeth Connell, jihoafrická operní pěvkyně – sopranistka (* 22. října 1946)
- 19. února – Jaroslav Velinský, český trampský spisovatel a hudebník (* 18. prosince 1932)
- 20. února – Thom Enright, americký baskytarista a kytarista, člen skupiny The Young Adults (* 26. září 1952)
- 22. února
  - Mike Melvoin, americký pianista (* 10. května 1937)
  - Billy Strange, americký zpěvák, kytarista, skladatel a herec (* 29. září 1930)
  - Eivin One Pedersen, norský klavírista (* 8. září 1956)
- 24. února
  - István Anhalt, maďarsko-kanadský skladatel (* 12. dubna 1919)
  - Pery Ribeiro, brazilský zpěvák (* 27. října 1937)
  - Horst Weber, producent jazzových alb (* 21. února 1934)
- 25. února
  - Louisiana Red, bluesový kytarista a zpěvák (* 23. března 1932)
  - Red Holloway, americký saxofonista (* 31. května 1927)
  - Maurice André, francouzský trumpetista (* 21. května 1933)
  - Tadeusz Andrzej Zieliński, polský muzikolog, hudební kritik a spisovatel (* 22. května 1931)
  - Bob Badgley, americký hudebník (* 23. června 1928)
  - Raúl Abzueta, venezuelský hudebník a skladatel (* 30. září 1962)
- 26. února – Hazy Osterwald, švýcarský zpěvák (* 18. února 1922)
- 29. února
  - Davy Jones, britský zpěvák, člen skupiny The Monkees (* 30. prosince 1945)
  - Roland Bautista, americký kytarista, člen skupiny Earth, Wind & Fire (* 30. května 1951)
  - Miloš Vacek, český skladatel, dirigent, varhaník a sbormistr (* 20. června 1928)

### Březen

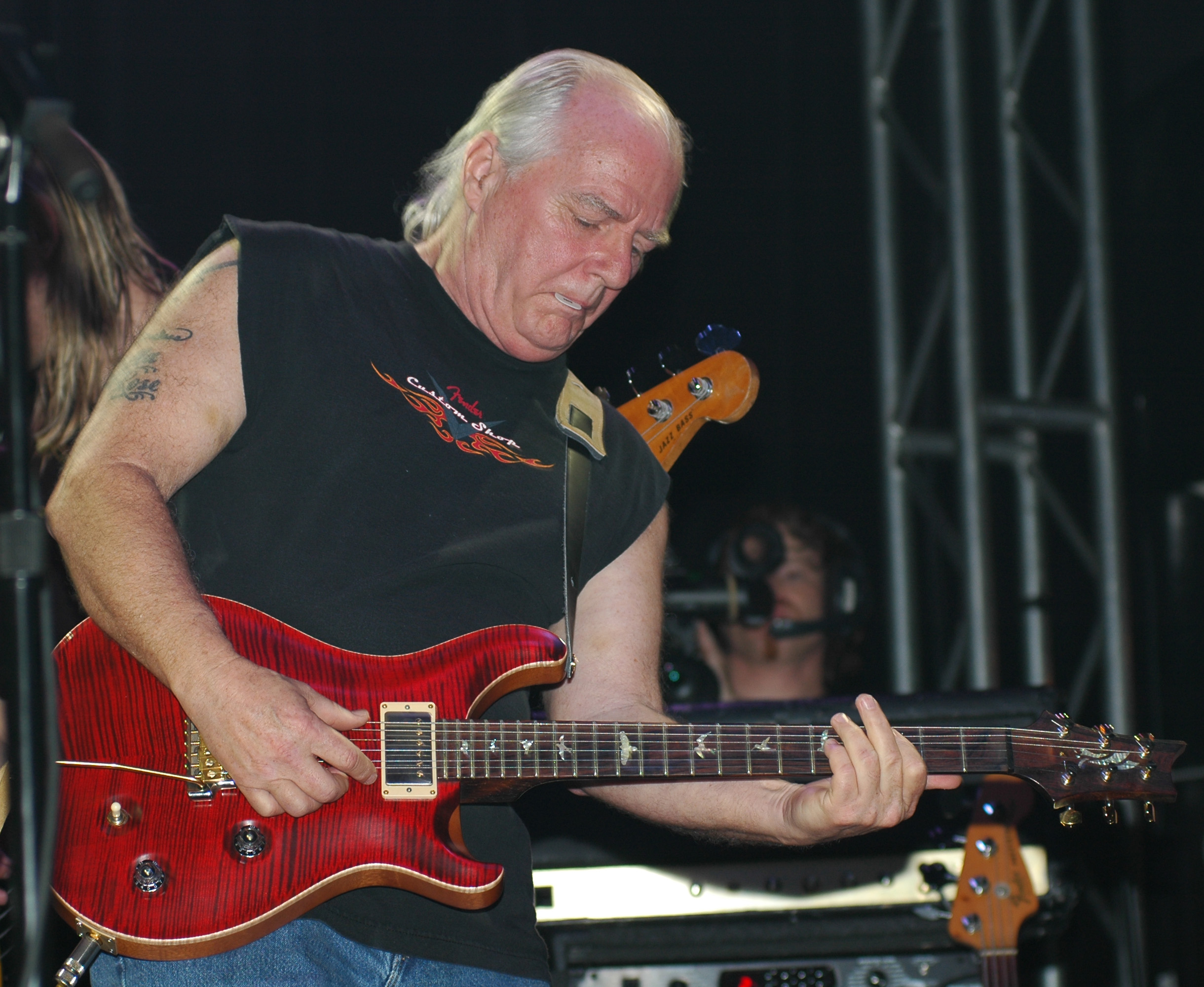
Bugs Henderson zemřel 8. března 2012 ve věku 68 let

- 1. března – Lucio Dalla, italský hudebník a herec (* 4. března 1943)
- 2. března – Gérard Rinaldi, francouzský zpěvák, člen skupiny Les Charlots[39]
- 3. března
  - Ronnie Montrose americký kytarista, člen skupiny Montrose (* 29. listopadu 1947)
  - Raymond Court, švýcarský jazzový trumpetista (* 2. prosince 1932)
  - Lou Colombo, americký trumpetista (* 22. srpna 1927)
- 5. března – Robert B. Sherman, americký skladatel (* 19. prosince 1925)
- 6. března
  - Joe Byrd, americký jazzový kytarista a kontrabasista (* 21. května 1933)[40]
  - Lucia Mannucci, italská zpěvačka (* 18. května 1920)
- 7. března – Big Walter Price, bluesový klavírista a zpěvák (* 2. srpna 1914)
- 8. března – Bugs Henderson, americký bluesový zpěvák a kytarista (* 20. října 1943)
- 9. března
  - Don Ingle, americký jazzový hudebník, aranžér a novinář (* 1931)
  - Benjamín Escoriza, španělský zpěvák, člen skupiny Radio Tarifa (* 20. prosince 1953)
- 10. března – Domna Samiou, řecká zpěvačka (* 12. října 1928)
- 11. března
  - Bogusław Mec, polský zpěvák a kytarista (* 21. ledna 1947)
  - Hans G. Helms, německý skladatel a spisovatel (* 8. června 1932)
  - Leon Spencer, americký varhaník (* 1945)
- 12. března – Michael Hossack, americký bubeník, člen skupiny The Doobie Brothers (* 27. října 1946)
- 14. března – Eddie King, americký bluesový kytarista a zpěvák (* 21. dubna 1938)
- 16. března – Carol Britto, americká jazzová klavíristka (* 1935)
- 17. března – Jorge Goulart, brazilský zpěvák (* 16. ledna 1926)
- 18. března
  - Warren Luening, americký jazzový trumpetista (* 9. října 1941)
  - Jadwiga Kaliszewska, polská houslistka (* 15. září 1936)
- 21. března – Pete Saberton, britský jazzový klavírista, skladatel a pedagog (* 9. července 1950)
- 22. března – Johnny McCauley, irský zpěvák a skladatel (* 23. dubna 1925)
- 23. března
  - Khalil Shaheed, americký trumpetista (* 19. ledna 1949)
  - Chico Anysio, brazilský herec, spisovatel a skladatel (* 12. dubna 1931)
  - István Regős, maďarský jazzový klavírista, saxofonista a skladatel (* 1947)
- 24. března
  - Vince Lovegrove, australský hudebník, člen skupiny The Valentines (* 19. března 1947)
  - Nick Noble, americký zpěvák (* 21. června 1926)
  - Marion Marlowe, americká zpěvačka a herečka (* 7. března 1929)
- 27. března – Ademilde Fonseca, brazilská zpěvačka (* 4. března 1921)
- 28. března
  - Jerry McCain, americký bluesový hráč na foukací harmoniku a zpěvák (* 18. června 1930)
  - Earl Scruggs, americký banjista (* 6. ledna 1924)
  - Alexandr Grigorjevič Aruťunjan, arménský klavírista a skladatel (* 23. září 1920)
  - Sonny Igoe, americký jazzový bubeník a pedagog (* 8. října 1923)
- 30. března – Dita von Szadkowski, německá hudební novinářka a hudební spisovatelka (* 1928)
- 31. března – Zoran Romic, australský kytarista, člen skupiny Chocolate Starfish (* 11. října 1964)

### Duben
- 2. dubna – Jimmy Little, australský zpěvák, kytarista, herec a pedagog (* 1. března 1937)
- 3. dubna – Ralph Ferraro, americký bubeník (* 3. července 1929)[41]
- 5. dubna
  - Jim Marshall, výrobce zesilovačů značky Marshall (* 29. července 1923)
  - Barney McKenna, irský hudebník, hráč na banjo, mandolínu a melodeon (* 16. prosince 1939)
  - Cynthia Dall, americká hudebnice a fotografka (* 12. března 1971)
- 8. dubna
  - George Wilberforce Kakoma, ugandský skladatel (* 1922/1923)
  - Rikija Jasuoka, japonský herec a zpěvák (* 19. července 1947)
- 9. dubna
  - José Guardiola, španělský zpěvák (* 22. října 1930)
  - Tony Marsh, britský jazzový bubeník (* 19. srpna 1939)[42]
  - Jim Niven, australský klávesista a zpěvák, člen skupin The Sports, The Pink Finks a The Captain Matchbox Whoopee Band
  - Phoebe Jacobs, americký manažer hudebníků (* 21. června 1918)[43]
  - David Shriver, baskytarista skupiny The Kelly Four, spolupracovník Eddieho Cohrana a The Beatles (* 5. července 1935)[44]
- 10. dubna
  - Lili Chookasian, americká operní pěvkyně – kontraaltistka (* 1. srpna 1921)
  - Barbara Buchholz, německá hráčka na theremin (* 8. prosince 1959)
- 11. dubna – Hal McKusick, americký jazzový saxofonista, klarinetista a flétnista[45] (* 1. června 1924)
- 12. dubna
  - Rodgers Grant, americký jazzový klavírista a skladatel (* 18. ledna 1935)[46]
  - Andrew Love, americký saxofonista, člen skupiny The Memphis Horns (* 21. listopadu 1941)
  - Stefánia Moldován, rumunsko-maďarská operní pěvkyně – sopranistka (* 24. srpna 1931)
  - Richard Teeter, americký bubeník, člen skupin The Dictators a Twisted Sister
  - George Mesterhazy, americký jazzový klavírista, kytarista a aranžér (* 8. dubna 1954)
- 13. dubna
  - Art Jenkins, americký zpěvák, člen skupiny Sun Ra Arkestra[47] (* 18. dubna 1934)
  - Margarita Lilowa, bulharsko-rakouská operní pěvkyně (* 26. července 1935)
- 16. dubna
  - Teddy Charles, americký jazzový hudebník a skladatel (* 13. dubna 1928)
  - Sári Barabás, maďarská operní pěvkyně – sopranistka (* 14. března 1914)
  - Graham Simpson, britský baskytarista (* 13. října 1943)
  - Alan Hacker, anglický klarinetista a pedagog (* 30. září 1938)
- 17. dubna – Brian Jack, americký zpěvák a kytarista, člen skupiny Child's Play (* 16. srpna 1965)
- 18. dubna – Greg Ham, australský hudebník, člen skupiny Men at Work (* 27. září 1953)
- 19. dubna – Levon Helm, americký bubeník, zpěvák a multiinstrumentalista, člen skupiny The Band (* 26. května 1940)
- 20. dubna
  - Bert Weedon, britský kytarista (* 10. května 1920)
  - Joe Muranyi, americký klarinetista a saxofonista (* 14. ledna 1928)
  - Ayten Alpman, turecká zpěvačka (* 10. října 1929)
  - Virgil Jones, americký trumpetista a hráč na křídlovku (* 26. srpna 1939)
  - Leandra Overmann, německá operní pěvkyně (* 1956/1957)
- 22. dubna – Pops Carter, americký bluesový hudebník (* 6. června 1919)[48]
- 23. dubna
  - Chris Ethridge, americký baskytarista, člen skupiny The Flying Burrito Brothers (* 10. února 1947)
  - Billy Bryans, kanadský perkusionista a producent, člen skupiny The Parachute Club (* 15. září 1949)
  - Tommy Marth, americký saxofonista, spolupracovník skupiny The Killers (* 23. listopadu 1978)
- 28. dubna
  - Jackie Kelso, americký jazzový saxofonista, klarinetista a flétnista (* 27. února 1922)[49]
  - John Birch, britský varhaník a sbormistr (* 9. července 1929)
- 29. dubna
  - Joel Goldsmith, americký skladatel (* 19. listopadu 1957)
  - Éric Charden, francouzský zpěvák (* 15. října 1942)
  - Kenny Roberts, americký zpěvák (* 14. října 1927)
  - Jim McCrary, americký fotograf, autor obalů hudebních alb (* 31. srpna 1939)
- 30. dubna
  - Finn Benestad, norský muzikolog a hudební kritik (* 30. října 1929)
  - Guy Ballew, americký saxofonista, člen skupiny The Sparkles (* 2. března 1937)
  - Rob van den Broeck, nizozemský malíř a klavírista (* 1. prosince 1940)[50]

### Květen

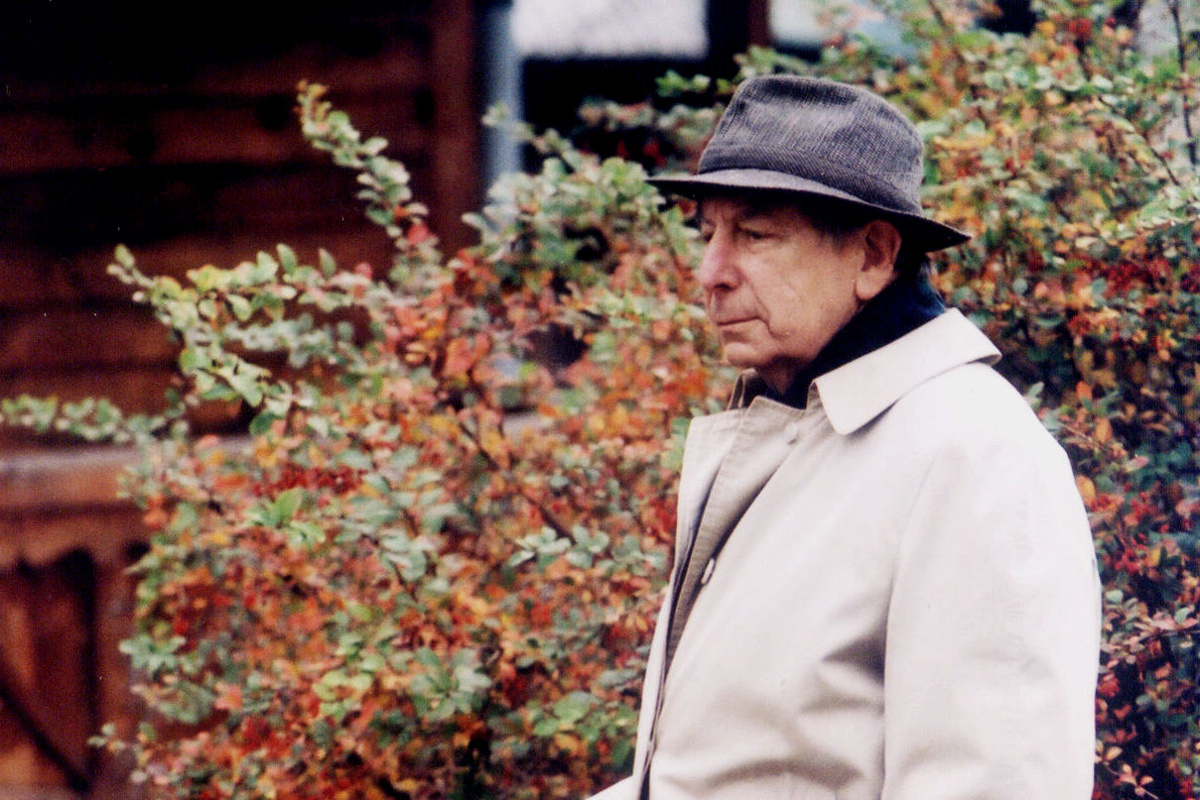
Roman Totenberg zemřel 8. května 2012 ve věku 101 let

- 1. kvtna – Charles Pitts, americký kytarista (* 7. dubna 1947)
- 2. května – Zvi Zeitlin, rusko-americký houslista a pedagog (* 21. února 1922)
- 3. května
  - Lloyd Brevett, jamajský kontrabasista a producent, člen skupiny The Skatalites (* 1. srpna 1931)
  - Edith Bliss, australská zpěvačka a televizní moderátorka (* 28. září 1959)
  - Felix Werder, v německu narozený australský skladatel (* 24. února 1922)
- 4. května – Adam Yauch, americký rapper a baskytarista, člen skupiny Beastie Boys (* 5. srpna 1964)
- 6. května – Michael Burks, americký bluesový zpěvák a kytarista (* 30. července 1957)
- 8. května
  - Roman Totenberg, polsko-americký houslista a pedagog (* 1. ledna 1911)
  - Frank Parr, britský jazzový pozounista a kriketista (* 1. června 1928)[51]
- 9. května – Clive Welham, britský bubeník, člen skupiny Joker's Wild[52]
- 10. května – Bernardo Sassetti, portugalský jazzový klavírista a skladatel (* 24. června 1970)
- 13. května
  - Donald „Duck“ Dunn, americký baskytarista, člen skupiny Booker T. & the M.G.'s (* 24. listopadu 1941)
  - Trond Bråthen, norský zpěvák a kytarista, člen skupiny Urgehal (* 28. května 1977)
- 14. května – Belita Woods, americká zpěvačka (* 23. října 1948)
- 15. května – Joe Sell, kytarista skupiny Lucky Boys Confusion (* 16. října 1978)
- 16. května
  - Chuck Brown, americký kytarista a zpěvák, člen skupiny The Soul Searchers (* 22. srpna 1936)
  - Maria Bieșu, moldavská operní pěvkyně (* 3. srpna 1935)
  - Doug Dillard, americký banjista, člen skupiny The Dillards (* 6. března 1937)
- 17. května
  - Donna Summer, americká zpěvačka (* 31. prosince 1948)
  - Warda Al-Jazairia, alžírská zpěvačka (* 22. července 1939)
- 18. května
  - Peter Jones, australský bubeník, člen skupiny Crowded House (* 21. dubna 1963)
  - Dietrich Fischer-Dieskau, německý dirigent a operní pěvec – barytonista (* 28. květen 1925)
- 20. května
  - Robin Gibb, britský zpěvák, člen skupiny Bee Gees (* 22. prosince 1949)
  - Robert Nix, americký bubeník, člen skupiny Atlanta Rhythm Section
  - Carrie Smith, americká zpěvačka (* 25. srpna 1925)
  - Howie Richmond, americký spolupracovník hudebního úřůmyslu (* 18. ledna 1918)
- 21. května – Eddie Blazonczyk, americký hudebník, člen skupiny The Versatones (* 12. července 1941)
- 22. května
  - Janet Carroll, americká herečka a zpěvačka (* 24. prosince 1940)
  - Bety Majerníková, slovenská zpěvačka, členka skupiny Noisecut (* 1978)
- 23. května
  - Hal Jackson, americký diskžokej (* 3. listopadu 1914)
  - Gérard Conte, francouzský jazzový hudebník (* 1. února 1931)
  - Guy Konkèt, francouzský jazzový zpěvák, perkusionista a skladatel (* 1950)
- 24. května – Mark McConnell, americký bubeník, člen skupin Blackfoot a Southern Rock Allstars (* 27. srpna 1961)
- 25. května – Walter Malli, rakouský hudebník a výtvarník (* 13. července 1940)
- 26. května
  - Aleš Zimolka, český bubeník, člen skupin Markýz John, Merlin, Asonance a dalších (* 7. dubna 1963)
  - Roy Wilson, jamajský zpěvák, člen dua Higgs and Wilson
  - John Harrison, baskytarista skupiny Hawkwind (* 28. května 1942)
- 29. května
  - Doc Watson, americký folkový zpěvák a kytarista (* 3. března 1923)
  - Mark Minkov, ruský skladatel (* 25. listopadu 1944)
- 30. května – Pete Cosey, americký jazzový kytarista[53] (* 9. října 1943)

### Červen

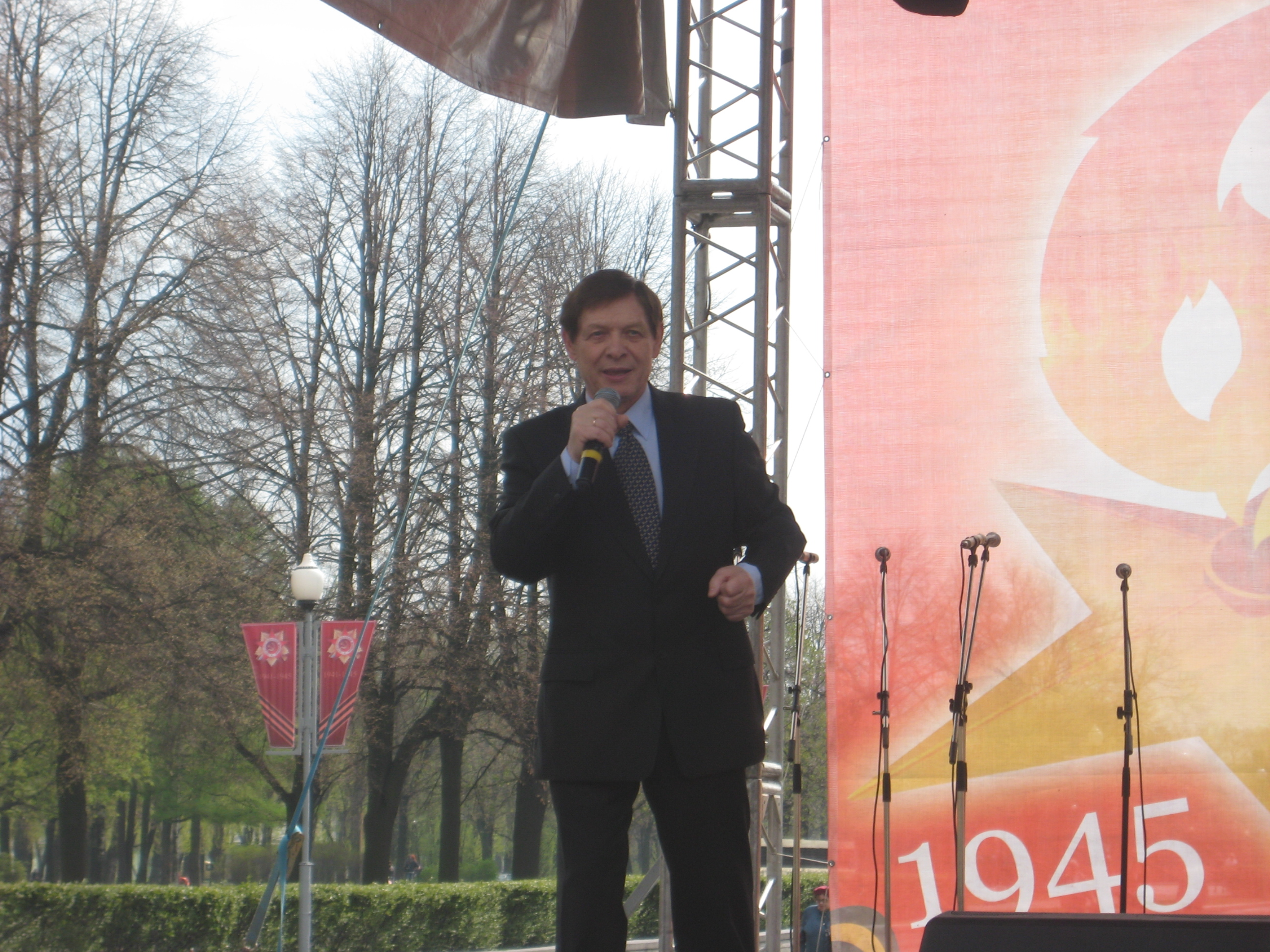
Eduard Chil zemřel 4. června 2012 ve věku 77 let

- 1. června – Faruq Z. Bey, americký jazzový saxofonista a skladatel (* 4. února 1942)
- 2. června
  - Frazier Mohawk, americký hudební proceunt (* 12. prosince 1941)
  - Vinnie Johnson, americký jazzový bubeník (* 1937)
- 3. června – Andy Hamilton, MBE, na Jamajce narozený britský saxofonista (* 26. března 1918)
- 4. června
  - Herb Reed, americký zpěvák, člen skupiny The Platters (* 7. srpna 1928)
  - James Van Buren, americký bluesový a jazzový zpěvák (* 19. března 1935)
  - Eduard Chil, ruský operní pěvec-barytonista (* 4. září 1934)
- 5. června – Lou Pride, americký zpěvák (* 1944 nebo 1950)[54]
- 7. června
  - Bob Welch, americký zpěvák a kytarista, člen skupiny Fleetwood Mac (* 31. července 1946)
  - Lil Phat, americký rapper (* 25. července 1992)
- 8. června – Christiane Weber, německá zpěvačka a textařka (* 17. srpna 1975)
- 9. června
  - Abram Wilson, americký jazzový trumpetista (* 30. srpna 1973)
  - Audrey Arno, německá zpěvačka (* 7. nebo 17. března 1942)
- 10. června – Will Hoebee, nizozemský hudební producent a skladatel (* 29. června 1947)
- 13. června
  - Graeme Bell, australský klavírista a skladatel (* 7. září 1914)
  - Mehdi Hassan, pákistánský zpěvák (* 18. července 1927)
  - Jože Humer, slovinský skladatel (* 1936)
- 14. června
  - Margie Hyams, americká vibrafonistka a klavíristka (* 9. srpna 1920)
  - Hassan Kassai, íránský hudebník (* 25. září 1928)
  - Karl-Heinz Kämmerling, německý učitel hry na klavír (* 6. května 1930)
- 15. června
  - Capitola Dickerson, americká klavíristka a pedagožka (* 21. září 1913)
  - Stefan Stuligrosz, polský dirigent (* 26. srpna 1920)
  - Rune Gustafsson, švédský jazzový kytarista a skladatel (* 25. srpna 1933)
  - Emi Itō, japonská zpěvačka, členka skupiny The Peanuts (* 1941)
- 16. června – Gabriel Hardeman, americký zpěvák a klavírista (* 13. prosince 1943)
- 18. června
  - Ghazala Javed, pákistánská zpěvačka (* 1. ledna 1988)
  - Victor Spinetti, velšský herec, spolupracovník skupiny The Beatles na filmech Perný den, Help! a Magical Mystery Tour.[55] (* 2. září 1929)
  - Brian Hibbard, velšský zpěvák a herec, člen skupiny The Flying Pickets (* 26. listopadu 1946)
- 19. června – Gerry Bron, britský producent a manažer (* 1. března 1933)
- 21. června
  - Richard Adler, americký hudební skladatel, textař a divadelní producent (* 3. srpna 1921)
  - Sune Spångberg, švédský jazzový bubeník (* 20. května 1930)
- 23. června
  - Brigitte Engerer, francouzská klavíristka (* 27. října 1952)
  - Franz Crass, německý operní pěvec – bas (* 9. února 1928)
- 24. června
  - Jacques Taddei, francouzský varhaník (* 1945/1946)
  - Jean Cox, americký operní pěvec – tenor (* 16. ledna 1922)
- 25. června – John Koko, člen skupiny Makaha Sons of Ni'ihau (* 1960/1961)
- 27. června
  - Don Grady, americký hudebník, skladatel a herec (* 8. června 1944)
  - Tomáš Čelechovský, český baskytarista[56]
- 30. června
  - Ivan Sekyra, český kytarista, zpěvák, skladatel, režisér a scenárista (* 1. října 1952)[54]
  - Yomo Toro, portorický kytarista (* 26. července 1933)

### Červenec
- 1. července

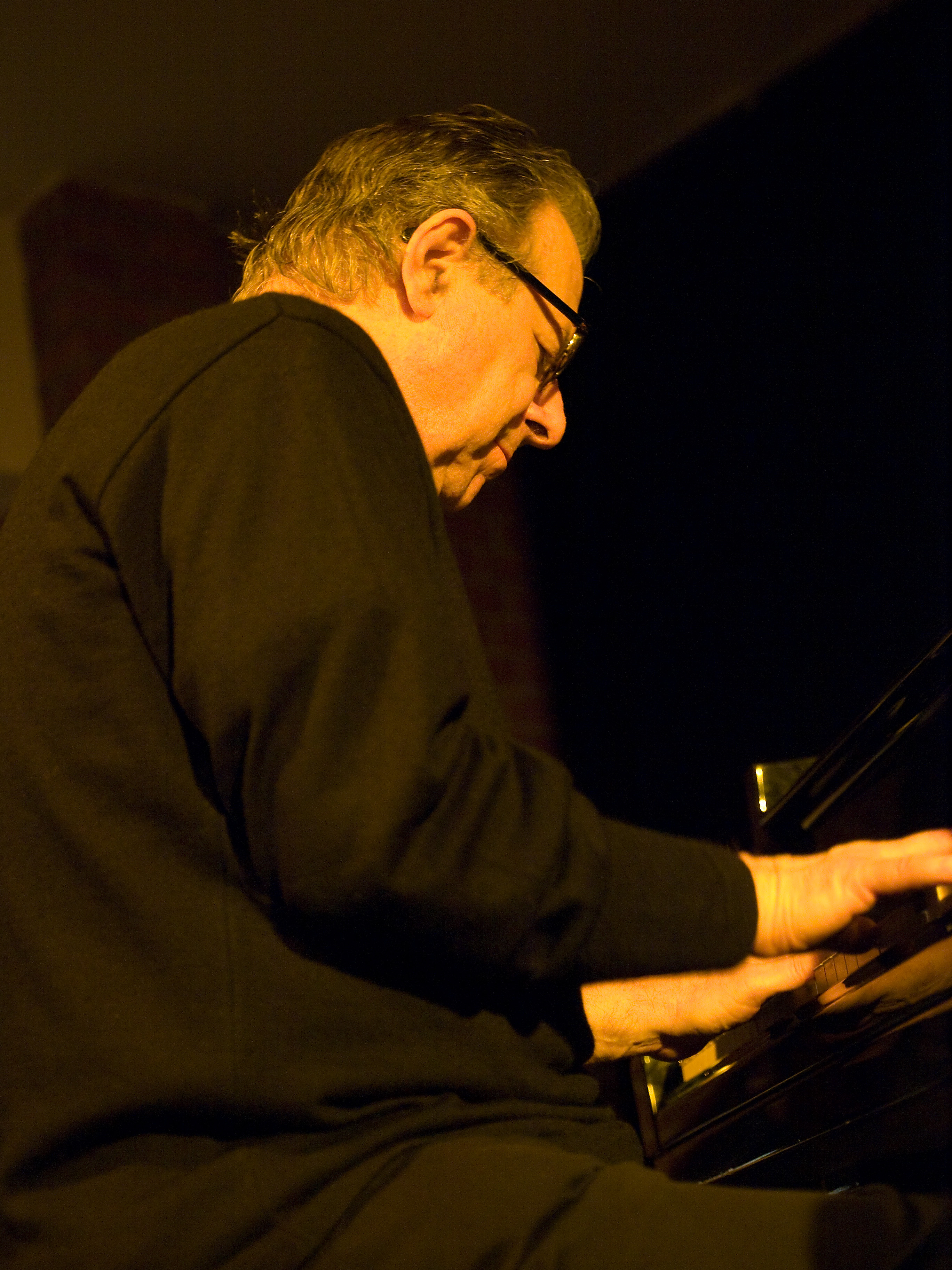
Fritz Pauer zemřel 1. července 2012 ve věku 68 let

  - Fritz Pauer, rakouský klavírista a skladatel (* 14. října 1943)
  - Margot Werner, rakouská zpěvačka a tanečnice (* 8. prosince 1937)
  - Evelyn Lear, americká operní pěvkyně – sopranistka (* 8. ledna 1926)
  - Ossie Hibbert, jamajský klávesista (* asi 1950)
- 2. července – Nico Takara, japonský kytarista (* 10. listopadu 1968)[57]
- 4. července – Larance Marable, americký bubeník (* 21. května 1929)
- 5. července – Ben Kynard, americký jazzový saxofonista a skladatel (* 1920)
- 6. července – Rob Pronk, nizozemský klavírista, skladatel a kapelník (* 3. ledna 1928)
- 7. července
  - José Roberto Bertrami, brazilský hudebník, člen skupiny Azymuth (* 21. února 1946)
  - Dennis Flemion, perkusionista skupiny The Frogs (* 6. června 1955)
- 8. července
  - Lionel Batiste, americký zpěvák (* 1. února 1931)
  - Zach Booher, člen skupiny While We're Up (* 6. června 1990)
- 9. července – Edwin Duff, australský zpěvák (* 4. června 1928)
- 10. července
  - Lol Coxhill, britský saxofonista (* 19. září 1932)
  - Maria Hawkins Ellington, americká jazzová zpěvačka (* 1. srpna 1922)
- 11. července – Jay Robinson, americký baskytarista (* 18. února 1991)[58]
- 12. července – Federico Furini, italský bubeník (* 1975)[59]
- 13. července – Ingo Bellmann, český zpěvák a kytarista, člen skupiny Jablkoň (* 30. prosince 1949)
- 16. července
  - Jon Lord, britský klávesista, varhaník a skladatel, člen skupin Deep Purple, Whitesnake a dalších (* 9. června 1941)
  - Bob Babbitt, americký baskytarista (* 26. listopadu 1937)
  - Ed Lincoln, brazilský hudebník a skladatel (* 31. května 1932)
  - Kitty Wells, americká countryová zpěvačka a skladatelka (* 30. srpna 1919)
- 17. července
  - Yvetta Tannenbergerová, česká operní pěvkyně[60] (* 8. prosince 1968)
  - Jody Sandhaus, americká jazzová zpěvačka (* 29. dubna 1965[61])
  - Ms. Melodie, americká rapperka (* c. 1969)
- 22. července – Jan Rokyta, český cimbálista a herec (* 16. dubna 1938)
- 23. července – Graham Jackson, britský dirigent[62] (* 15. února 1967)
- 24. července
  - Larry Hoppen, americký zpěvák a kytarista, člen skupiny Orleans[63] (* 12. ledna 1951)
  - Mavelikkara Velukkutty Nair, indický hudebník (* 2. října 1926)
- 26. července
  - Karel Jančák, český kytarista, člen skupin Půlnoc a Michael's Uncle (* 10. července 1964)[64]
  - Don Bagley, americký jazzový kontrabasista (* 18. července 1927)
- 27. července
  - Tony Martin, americký zpěvák a herec (* 25. prosince 1913)
  - Darryl Cotton, australský zpěvák a kytarista (* 4. září 1949)
- 28. července – Colin Horsley, novozélandský klavírista (* 23. dubna 1920)
- 29. července – Osvaldo Fattoruso, uruquajský hudebník (* 12. května 1948)
- 30. července – Bill Doss, americký zpěvák a kytarista, člen skupiny The Olivia Tremor Control[65]
- 31. července
  - Tony Sly, americký zpěvák, člen skupiny No Use for a Name[66] (* 4. listopadu 1970)
  - Lucio Quarantotto, italský skladatel[67] (* 1957)
  - Eduardo Quesada, argentinský zpěvák, člen skupiny Los Fronterizos[68] (* 1940/1941)

### Srpen
- 2. srpna

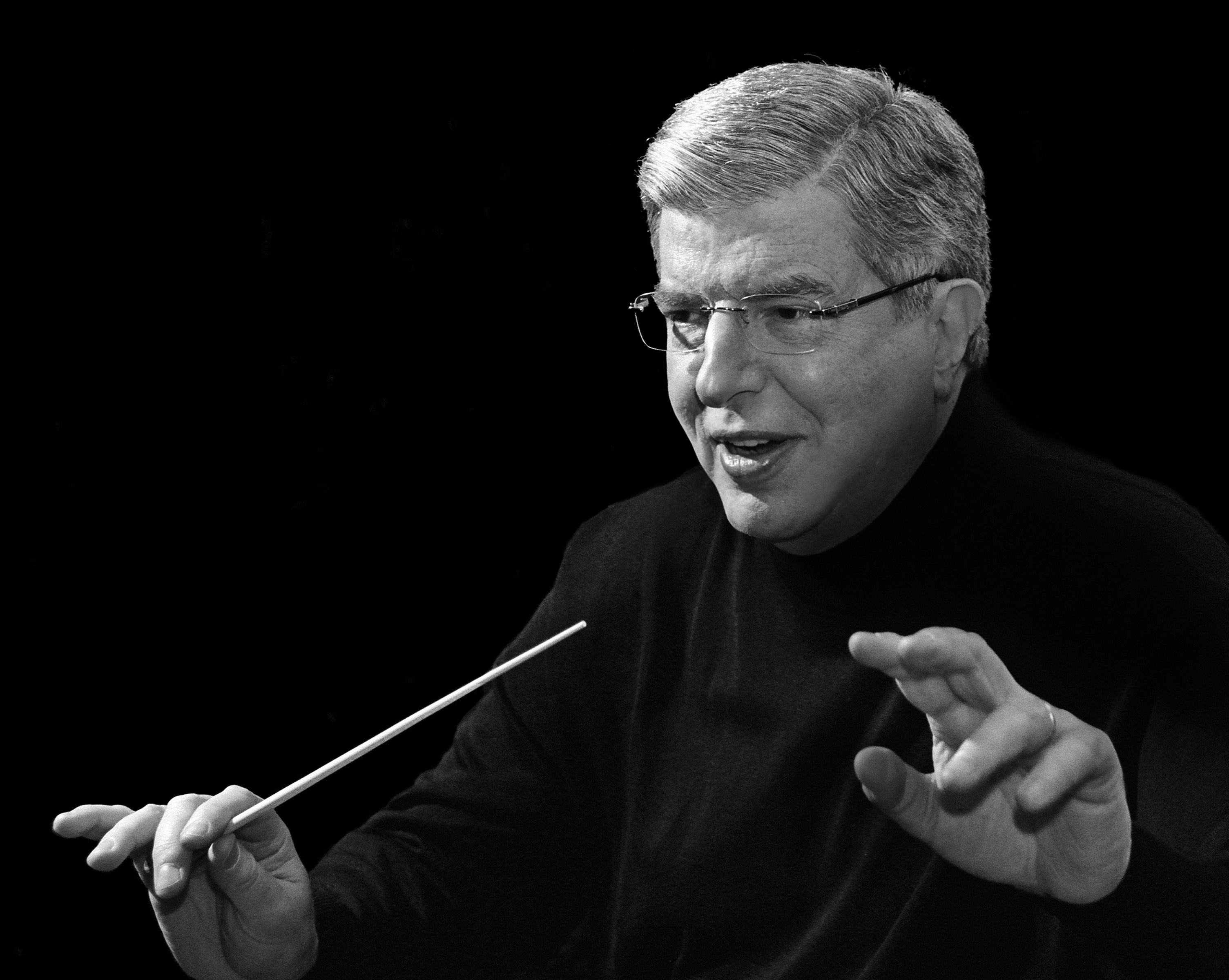
Marvin Hamlisch zemřel 6. srpna 2012 ve věku 68 let

  - Tomasz Szukalski, polský saxofonista[69] (* 8. ledna 1947)
  - Marguerite Piazza, americká zpěvačka (* 6. května 1926)
  - Jimmy Jones, americký zpěvák (* 2. června 1937)
  - Mihaela Ursuleasa, rumunská klavíristka[70] (* 27. září 1978)
- 3. srpna – Severino Araújo, brazilský skladatel a klarinetista (* 23. dubna 1917)
- 4. srpna
  - Stuart Swanlund, americký kytarista[71]
  - Johnnie Bassett, americký bluesový zpěvák a kytarista (* 9. října 1935)
  - Jason Noble, americký hudebník[72]
- 5. srpna – Chavela Vargas, mexická zpěvačka (* 17. dubna 1919)[73]
- 6. srpna
  - Celso Blues Boy, brazilský skladatel a kytarista (* 5. ledna 1956)
  - Marvin Hamlisch, americký skladatel (* 2. června 1944)
  - Ruggiero Ricci, americký houslista[74] (* 24. července 1918)
- 8. srpna – Magro Waghabi, brazilský zpěvák (* 14. listopadu 1943)
- 9. srpna – Carl Davis, americký hudební producent[75] (* 19. září 1934)
- 11. srpna
  - Von Freeman, americký saxofonista (* 3. října 1923)
  - Carlo Curley, americký varhaník (* 24. srpna 1952)
- 15. srpna
  - Bob Birch, americký baskytarista (* 14. července 1956)
  - Bill Tillman, americký saxofonista a bývalý člen skupiny Blood, Sweat & Tears[76] (* 1947)
  - Altamiro Carrilho, brazilský hudebník a skladatel (* 21. prosince 1924)
- 16. srpna – T. G. Kamala Devi, indická zpěvačka (* 29. prosince 1929)
- 17. srpna – Lou Martin, britský klavírista a varhaník (* 12. srpna 1949)
- 18. srpna – Scott McKenzie, americký zpěvák a kytarista (* 10. leden 1939)
- 19. srpna – Donal Henahan, britský hudební kritik a novinář (* 28. února 1921)
- 23. srpna – Byard Lancaster, americký jazzový saxofonista a flétnista (* 6. srpna 1942)
- 30. srpna
  - Chris Lighty, americký hudební manažer (* 8. května 1968)
  - Bernardo Bonezzi, španělský skladatel filmové hudby (* 6. července 1964)

### Září
- 1. září

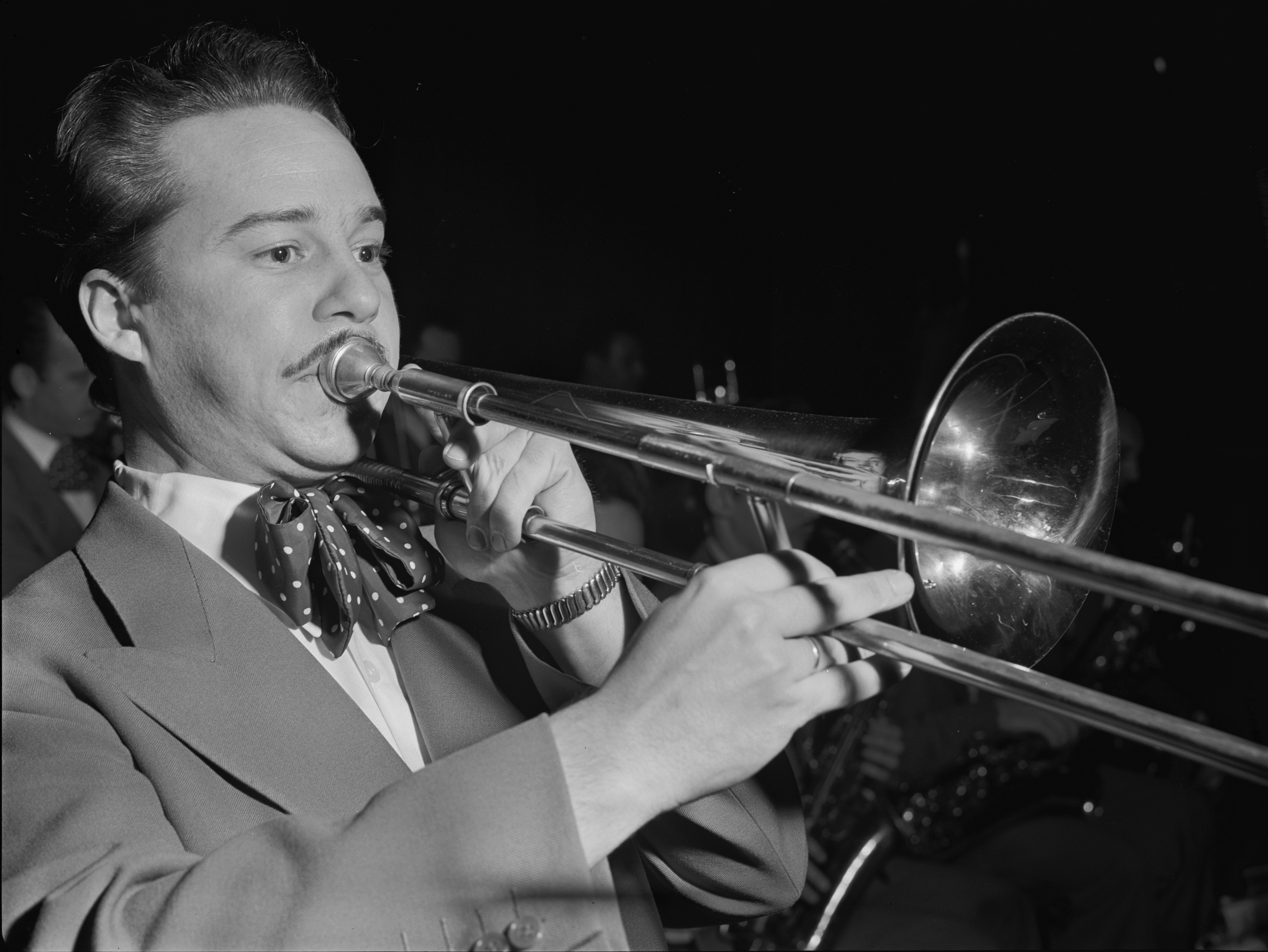
Eddie Bert zemřel 27. září 2012 ve věku 90 let.

  - Hal David, americký textař (* 25. května 1921)
  - Sean Bergin, saxofonista a flétnista (* 29. června 1948)
- 2. září
  - Mark Abrahamian, americký kytarista, člen skupiny Starship (* 23. února 1966)
  - Emmanuel Nunes, portugalský skladatel (* 31. srpna 1941)
- 4. září – Hakam Sufi, indický zpěvák (* 3. března 1952)
- 5. září – Joe South, americký písničkář (* 28. února 1940)
- 7. září
  - Maestro Reverendo, španělský hudebník a skladatel (* 1955)
  - Dorothy McGuire, americká zpěvačka (* 13. února 1928)
  - Rollin Sullivan, americký hudebník[77] (* 1919)
- 9. září – Roberto Silva, brazilský skladatel (* 9. dubna 1920)
- 13. září
  - William Duckworth, americký skladatel (* 13. ledna 1943)
  - Obo Addy, gaňský perkusionista a tanečník (* 15. ledna 1936)
- 15. září – James Crawford, americký klavírista a zpěvák (* 12. října 1934)
- 22. září – Grigorij Samujlovič Frid, ruský skladatel (* 22. září 1915)
- 25. září
  - Andy Williams, americký zpěvák a herec (* 3. prosince 1927)
  - Billy Barnes, americký skladatel (* 27. ledna 1927)
  - Neşet Ertaş, turecký zpěvák (* 1938)
- 27. září
  - Eddie Bert, americký pozounista (* 16. května 1922)
  - R. B. Greaves, americký zpěvák (* 28. listopadu 1943)
  - Frank Wilson, americký skladatel a producent (* 5. prosince 1940)
  - Uldis Stabulnieks, litevský skladatel a klavírista (* 8. října 1945)
- 28. září – Larry Cunningham, irský zpěvák (* 13. února 1938)
- 29. září – Hebe Camargo, brazilská herečka, moderátorka a zpěvačka (* 8. března 1929)
- 30. září – Raylene Rankin, americká zpěvačka[78]

### Říjen
- 2. října
  - Big Jim Sullivan, britský kytarista (* 14. února 1941)
  - Marjorie Lane, americká zpěvačka (* 21. února 1912)
- 3. října – Kathi McDonald, americká zpěvačka (* 25. září 1948)
- 5. října – Edvard Mirzoyan, arménský skladatel (* 12. května 1921)
- 6. října – Nick Curran, americký zpěvák a kytarista (* 30. září 1977)
- 7. října – Wiley Reed, americký hudebník (* 5. ledna 1944)
- 8. října – John Tchicai, dánský saxofonista (* 28. dubna 1936)
- 12. října – Erik Moseholm, dánský kontrabasista (* 13. května 1930)
- 17. října – László Komár, maďarský hudebník (* 28. listopadu 1944)
- 18. října
  - Borah Bergman, americký klavírista (* 13. prosince 1926)
  - David S. Ware, americký saxofonista (* 7. listopadu 1949)
- 20. října – Przemysław Gintrowski, polský hudebník a skladatel (* 21. prosince 1951)
- 21. října – Tim Johnson, americký skladatel (* 1960)
- 23. října – Michael Marra, skotský písničkář (* 17. února 1952)
- 24. října – Bill Dees, americký hudebník (* 24. ledna 1939)
- 25. října – Joop Stokkermans, nizozemský klavírista a skladatel (* 20. února 1937)
- 27. října
  - Hans Werner Henze, německý skladatel (* 1. července 1926)
  - Terry Callier, americký písničkář (* 24. května 1945)
  - Natina Reed, americká rapperka (* 28. října 1979)
- 31. října – Jacques Diéval, francouzský klavírista (* 21. září 1921)

### Listopad
- 1. listopadu – Mitch Lucker, americký zpěvák, člen skupiny Suicide Silence (* 20. října 1984)
- 4. listopadu – Ted Curson, americký trumpetista a skladatel (* 3. června 1935)
- 5. listopadu – Elliott Carter, americký skladatel (* 11. prosince 1908)
- 8. listopadu – Pete Namlook, německý hudebník (* 25. listopadu 1960)
- 9. listopadu – Major Harris, americký zpěvák (* 9. února 1947)
- 12. listopadu – Bob French, americký bubeník (* 1938)
- 15. listopadu
  - Ladislav Kyselák, český violista (* 27. června 1956)
  - Frode Thingnæs, norský pozounista a skladatel (* 20. května 1940)
- 18. listopadu – Philip Ledger, britský hudebník (* 12. prosince 1937)
- 19. listopadu – Pete La Roca, americký bubeník (* 7. dubna 1938)
- 21. listopadu – Austin Peralta, americký klavírista (* 25. října 1990)
- 24. listopadu
  - Chris Stamp, manažer skupiny The Who (* 7. července 1942)
  - Ian Campbell, britský zpěvák a kytarista
- 25. listopadu
  - Simeon ten Holt, nizozemský skladatel (* 24. ledna 1923)
  - Earl Carroll, americký zpěvák (* 2. listopadu 1937)
- 27. listopadu – Mickey Baker, americký kytarista (* 15. října 1925)
- 28. listopadu – Franco Ventriglia, americký operní pěvec (* 20. října 1922)

### Prosinec
- 4. prosince – Jonathan Harvey, britský skladatel (* 3. května 1939)
- 5. prosince – Dave Brubeck, americký jazzový klavírista (* 6. prosince 1920)
- 6. prosince
  - Ed Cassidy, americký bubeník (* 4. května 1923)
  - Huw Lloyd-Langton, britský kytarista (* 6. února 1951)
- 8. prosince – Günther Klatt, německý saxofonista a malíř (* 2. května 1957)
- 9. prosince – František Vajnar, český dirigent (*15. září 1930)
- 10. prosince – Lisa Della Casa, švýcarská operní pěvkyně (* 2. února 1919)
- 11. prosince
  - Josef Klán, český operní pěvec (* 8. února 1935)
  - Galina Višněvskaja, ruská operní pěvkyně (* 25. října 1926)
  - Toni Blankenheim, německý operní pěvec (* 12. prosince 1921)
- 12. prosince – Eddie „Guitar“ Burns, americký kytarista (* 8. února 1928)
- 13. prosince
  - Willie Ackerman, americký bubeník (* 1. května 1939)
  - Otto Ketting, nizozemský skladatel (* 3. září 1935)
- 19. prosince
  - Inez Andrews, americká gospelová zpěvačka (* 14. dubna 1929)
  - Pecker Dunne, irský hudebník (* 1. dubna 1933)
- 20. prosince
  - Jimmy McCracklin, americký klavírista a zpěvák (* 13. srpna 1921)
  - Kamil Sönmez, turecký zpěvák (* 1947)
- 21. prosince – Lee Dorman, americký baskytarista a zpěvák (* 15. září 1942)
- 22. prosince
  - Mike Scaccia, americký kytarista (* 14. června 1965
  - Marva Whitney, americká zpěvačka (* 1. května 1944)
- 24. prosince
  - Ray Collins, americký zpěvák (* 19. listopadu 1939)
  - Richard Rodney Bennett, britský dirigent (* 29. března 1936)
- 25. prosince – Augusto Bracca, venezuelský skladatel (* 23. dubna 1918)
- 26. prosince – Fontella Bass, americká zpěvačka (* 3. července 1940)
- 27. prosince
  - Sohrab Hossain, bangladéšský zpěvák (* 9. dubna 1922)
  - Lloyd Charmers, jamajský zpěvák (* 1938)
- 29. prosince – Mike Auldridge, americký kytarista (* 30. prosince 1938)